# Llista d'anime en català
Això és una llista de tots els animes que s'han doblat o subtitulat en les diferents varietats del català. L'anime (en japonès アニメ) és el terme que agrupa els dibuixos animats de procedència japonesa.
El primer anime emès en català va ser La família Robinson emès l'any 1984 al Circuit Català de TVE. Alguns dels animes clàssics que han tingut més repercussió a Catalunya i altres parts dels Països Catalans han estat Bola de Drac, Doraemon i Dr. Slump.

## Doblat en varietat central
Aquesta secció conté els animes que han estat doblats al català central; els animes que van rebre simultàniament subtítols no apareixen en la secció pròpia, sinó que compten com a un en aquesta secció.
| Any emissió original                   | Títol en català Títol en japonès | Episodis doblats / Episodis totals                 | Data d'estrena en català | Canal d'estrena en català                 |
| -------------------------------------- | --- | -------------------------------------------------- | ------------------------ | ----------------------------------------- |
| 1981                                   | La família Robinson Kazoku Robinson Hyōryūki Fushigi na Shima no Furōne                                                                                            | 50/50                                              | 1 de maig de 1984        | TVE Circuit Català (La 2)                 |
| 1979                                   | Banner i Flappy Shīton Dōbutsuki: Risu no Banā | 26/26                                              | 1 d'octubre de 1984      | TVE Circuit Català (La 2)                 |
| 1977                                   | Jacky, en el bosc de Tallac Seton Dōbutsuki Kuma no ko Jakkī | 26/26                                              | 19 de novembre de 1984   | TVE Circuit Català (La 2)                 |
| 1981-1982                              | Hola, Sandybell Haro! Sandiberu | 47/47                                              | 25 de novembre de 1984   | TV3                                       |
| 1982                                   | Històries d'Andròmeda Andoromeda Sutōrīzu | Especial                                           | 26 de desembre de 1984   | TV3                                       |
| 1980                                   | Les aventures de Tom Sawyer Tomu Sōyā no Bōken | 49/49                                              | 7 de gener de 1985       | TVE Circuit Català (La 2)                 |
| 1971-1972                              | Hipo i Tomàs Kaba Totto | Uns 50/195                                         | 4 de febrer de 1985      | Fes flash! (TV3)                          |
| 1975-1983                              | Contes de fades Sekai meisaku dōwa manga shirīzu | Entre 8 i 20/20 OVA                                | 17 d'abril de 1985       | Fes flash! (TV3)                          |
| 1978-1979                              | El capità Harlock Kyaputen Hārokku | 42/42                                              | 4 de juliol de 1985      | Fes flash! (TV3)                          |
| 1982                                   | Dos anys de vacances Jūgo shōnen hyōryūki | Pel·lícula                                         | 11 de setembre de 1985   | TV3                                       |
| 1975-1976                              | Les aventures de Pepero Andesu shōnen Pepero no bōken | 26/26                                              | 11 de setembre de 1985   | TVE Circuit Català (TVE 1)                |
| 1979-1980                              | El rei Artur Entaku no Kishi Monogatari Moero Āsā | 30/30                                              | 6 d'octubre de 1985      | TV3                                       |
| 1984-1985                              | La petita Memole Tongariboshi no Memol | 50/50                                              | 7 de desembre de 1985    | TVE Circuit Català (La 2)                 |
| 1982-1984                              | La petita Polon Ochamegami Monogatari Korokoro Polon | 46/46                                              | 2 de març de 1986        | TVE Circuit Català (La 2)                 |
| 1983                                   | Biniki, la dragona rosa Serendipiti Monogatari Pyuatō no Nakama-tachi                                                                                              | 26/26                                              | 10 de setembre de 1986   | TVE Circuit Català (La 2)                 |
| 1976-1977                              | Pinotxo Pinokio Yori: Pikoron no Bōken | 52/52                                              | 14 d'octubre de 1986     | Fes flash! (TV3)                          |
| 1981-1986                              | El Dr. Slump Dokutā Suranpu | 243/243                                            | 12 de gener de 1987      | TV3                                       |
| 1975-1976                              | Simbad Arabian Naito: Shindobatto no Bōken | 52/52                                              | 21 d'abril de 1987       | TV3                                       |
| 1981-1982                              | D'Artacan i els tres gossos mosqueters Wan wan san jushi | 26/26                                              | 3 d'agost de 1987        | TVE Circuit Català (La 2)                 |
| 1967-1968                              | Chopy i la princesa Ribon no Kishi | 52/52                                              | 3 d'octubre de 1987      | TVE Circuit Català (La 2)                 |
| 1984                                   | La volta al món de Willy Fog Anime 80 sekai isshu | 26/26                                              | 11 d'octubre de 1988     | TVE Circuit Català (La 2)                 |
| 1980                                   | Ània, la noia de la neu Sekai Meisaku Dōwa: Mori wa Ikiteiru | Pel·lícula                                         | 5 de gener de 1989       | TV3                                       |
| 1979                                   | Taro, el nen drac Tatsu no ko Taro | Pel·lícula                                         | 3 de gener de 1990       | Canal 33                                  |
| 1971-1972                              | Oum, el dofí blanc Iruka to Shônen | 26/26                                              | 10 de gener de 1990      | TVE Circuit Català (La 2)                 |
| 1986-1989                              | Bola de drac Dragon Ball | 153/153                                            | 15 de febrer de 1990     | TV3                                       |
| 1981                                   | Els guerrers de l'espai Uchū Senshi Barudiosu | Pel·lícula                                         | 11 d'abril de 1990       | Canal 33                                  |
| 1981                                   | El llac dels cignes Sekai Meisaku Dōwa Hakuchō no Mizūmi | Pel·lícula                                         | 13 d'abril de 1990       | Canal 33                                  |
| 1979                                   | Papa cames llargues Ashinaga Ojisan | Especial                                           | 29 de desembre de 1990   | TV3                                       |
| 1969                                   | El gat amb botes Nagagutsu o Haita Neko | Pel·lícula                                         | 5 de gener de 1991       | TV3                                       |
| 1974-1975                              | Calimero i Priscil·la Karimero | 32/47                                              | 5 de gener de 1991       | Club Super3 (TV3)                         |
| 1972                                   | La princesa justiciera Princess Knight / Ribon no Kishi | Pel·lícula/52                                      | 19 de gener de 1991      | TV3                                       |
| 1965                                   | Gulliver viatja a l'espai Garibā no Uchū Ryokō | Pel·lícula                                         | 26 de gener de 1991      | TV3                                       |
| 1967                                   | En Joan i la bruixa Shōnen Jakku to Mahōtsukai | Pel·lícula                                         | 2 de febrer de 1991      | TV3                                       |
| 1982                                   | Aus de l'espai Tōshō Daimos / Starbirds | Pel·lícula                                         | 16 de febrer de 1991     | Club Super3 (TV3)                         |
| 1981                                   | Diari d'un escolar Ai no Gakko Cuore Monogatari | 26/26                                              | 17 de febrer de 1991     | Club Super3 (TV3)                         |
| 1978                                   | Conan Mirai Shōnen Konan | 26/26                                              | 27 de febrer de 1991     | Club Super3 (TV3)                         |
| 1977                                   | Voltus 5 Chōdenji Machine Voltes V | Pel·lícula/40                                      | 2 de març de 1991        | Club Super3 (TV3)                         |
| 1979-1980                              | Misha, el petit ós Koguma no Misha | 26/26                                              | 2 de març de 1991        | Club Super3 (TV3)                         |
| 1970                                   | 20.000 llegües de viatge submarí Kaitei Sanman Mile | Pel·lícula                                         | 16 de març de 1991       | Club Super3 (TV3)                         |
| 1983-1986                              | Musculman Kinnikuman | 137/137                                            | 5 d'abril de 1991        | Club Super3 (TV3)                         |
| 1986                                   | El planeta de les ombres Dai Aporon | Pel·lícula/47                                      | 11 de maig de 1991       | TV3                                       |
| 1981                                   | Un viatge màgic Gurikku no Bōken | Pel·lícula                                         | 28 de setembre de 1991   | Club Super3 (TV3)                         |
| 1989-1996                              | Bola de drac Z Dragon Ball Z | 291/291                                            | 16 d'octubre de 1991     | Club Super3 (TV3)                         |
| 1978-1979                              | El petit príncep Hoshi no Ōjisama Puchi Puransu | 39/39                                              | 22 de novembre de 1991   | Club Super3 (TV3)                         |
| 1974                                   | Jack i la mongetera Jakku to Mame no Ki | Pel·lícula                                         | 28 de desembre de 1991   | Club Super3 (TV3)                         |
| 1971                                   | El tritó del mar Umi no Toriton | 27/27                                              | 4 de juny de 1992        | Club Super3 (TV3)                         |
| 1981-1982                              | Ulisses 31 Uchū Densetsu Yurishīzu Sātīwan | 26/26                                              | 10 d'octubre de 1992     | Club Super3 (TV3)                         |
| 1978                                   | Patufella Sekai Meisaku Dōwa Oyayubi-hime | Pel·lícula                                         | 28 de novembre de 1992   | Club Super3 (TV3)                         |
| 1975                                   | La sireneta Anderusen Douwa Ningyo Hime | Pel·lícula                                         | 5 de desembre de 1992    | Club Super3 (TV3)                         |
| 1981-1986                              | Lamu Urusei Yatsura | 195/195                                            | 6 de desembre de 1992    | Club Super3 (TV3)                         |
| 1985-1986                              | El follet màgic Onegai! Samia-don | 39/39                                              | 8 de desembre de 1992    | TV3                                       |
| 1980                                   | El follet del bosc tranquil Nodoka Mori no Doubutsu Daisakusen | Especial                                           | 12 de desembre de 1992   | Club Super3 (TV3)                         |
| 1979                                   | Les aventures d'en Taro Maegami Tarō | Especial                                           | 19 de desembre de 1992   | Club Super3 (TV3)                         |
| 1983                                   | Les faules d'Isop Manga Isoppu Monogatari | Pel·lícula                                         | 9 de gener de 1993       | Club Super3 (TV3)                         |
| 1982                                   | Aladí i la llàntia meravellosa Arajin to maho no ranpu | Pel·lícula                                         | 16 de gener de 1993      | Club Super3 (TV3)                         |
| 1968                                   | Contes d'Andersen Andersen Monogatari | Pel·lícula                                         | 23 de gener de 1993      | Club Super3 (TV3)                         |
| 1969                                   | El vaixell fantasma Soratobu Yūreisen | Pel·lícula                                         | 30 de gener de 1993      | Club Super3 (TV3)                         |
| 1962                                   | Simbad Sindbad no Bouken | Pel·lícula                                         | 6 de febrer de 1993      | Club Super3 (TV3)                         |
| 1968                                   | El príncep valent Taiyou no Ōji Horusu no Daibōken | Pel·lícula                                         | 13 de febrer de 1993     | Club Super3 (TV3)                         |
| 1980                                   | Els cíborgs Cyborg 009 Gekijō Ban: Chō Ginga Densetsu | Pel·lícula                                         | 27 de febrer de 1993     | Club Super3 (TV3)                         |
| 1976                                   | La volta al món del gat amb botes Nagagutsu o Haita Neko: Hachijū Nichi-kan Sekaiisshū                                                                             | Pel·lícula                                         | 20 de març de 1993       | Club Super3 (TV3)                         |
| 1979                                   | Pipi, la sirena i el tritó de mar Umi no Toriton | Pel·lícula                                         | 27 de març de 1993       | Club Super3 (TV3)                         |
| 1984-1985                              | Sherlock Holmes Meitantei Hōmuzu | 26/26                                              | 4 d'abril de 1993        | Club Super3 (TV3)                         |
| 1991-1992                              | Fly Dragon Quest | 46/46                                              | 13 d'abril de 1993       | Club Super3 (TV3)                         |
| 1980                                   | L'ocell blau Maeterlinck no Aoi no Tori | 2 pel·lícules/26                                   | 1 de maig de 1993        | Club Super3 (TV3)                         |
| 1990                                   | El llop blanc Hashire! Shiroi Ōkami | Pel·lícula                                         | 15 de maig de 1993       | Club Super3 (TV3)                         |
| 1986                                   | Bola de drac: La llegenda del drac Sheron Dragon Ball: Shenron no Densetsu                                                                                         | Pel·lícula                                         | 11 de setembre de 1993   | Pel·lícula Bola de Drac (TV3)             |
| 1987                                   | Bola de drac: La bella dorment al castell del mal Dragon Ball: Majin-Jō No Nemuri Hime                                                                             | Pel·lícula                                         | 12 de setembre de 1993   | Pel·lícula Bola de Drac (TV3)             |
| 1987-1989                              | El gran Suixi Mister Ajikko | 99/99                                              | 3 de desembre de 1993    | Club Super3 (TV3)                         |
| 1988                                   | Bola de drac: Aventura mística Dragon Ball: Makafushigi Dai-Bōken                                                                                                  | Pel·lícula                                         | 25 de desembre de 1993   | Pel·lícula Bola de Drac (TV3)             |
| 1989                                   | Bola de drac Z: En Garlick Jr. Immortal Dragon Ball Z: Ora no Gohan o Kaese!!                                                                                      | Pel·lícula                                         | 26 de desembre de 1993   | Pel·lícula Bola de Drac (TV3)             |
| 1990                                   | Bola de drac Z: El més fort del món Dragon Ball Z: Kono yo de Ichiban Tsuyoi Yatsu                                                                                 | Pel·lícula                                         | 1 de gener de 1994       | Pel·lícula Bola de Drac (TV3)             |
| 1990                                   | Bola de drac Z: Superbatalla al món Dragon Ball Z: Chikyū Marugoto Chōkessen                                                                                       | Pel·lícula                                         | 2 de gener de 1994       | Pel·lícula Bola de Drac (TV3)             |
| 1979-2005 i 2005-                      | Doraemon, el gat còsmic Doraemon | 1300+/1787 i 730+                                  | 7 de febrer de 1994      | Club Super3 (TV3)                         |
| 1991                                   | Bola de drac Z: El superguerrer Son Goku Dragon Ball Z: Sūpā Saiya-jin da Son Gokū                                                                                 | Pel·lícula                                         | 15 de febrer de 1994     | Club Super3 (TV3)                         |
| 1991                                   | Bola de drac Z: Els rivals més forts Dragon Ball Z: Tobikkiri no Saikyō tai Saikyō                                                                                 | Pel·lícula                                         | 16 de febrer de 1994     | Club Super3 (TV3)                         |
| 1992                                   | Bola de drac Z: Lluita entre guerrers de força il·limitada Dragon Ball Z: Gekitotsu!! Hyaku-Oku Pawā no Senshi-tachi                                               | Pel·lícula                                         | 17 de febrer de 1994     | Club Super3 (TV3)                         |
| 1963                                   | Rock, el valent Wan Wan Chuushingura | Pel·lícula                                         | 26 de febrer de 1994     | Club Super3 (TV3)                         |
| 1971                                   | Ali Baba i els 40 lladres Ari Baba to Yonjuppiki no Tozoku | Pel·lícula                                         | 12 de març de 1994       | Club Super3 (TV3)                         |
| 1970                                   | Sense família Chibikko Remi to Meiken Kapi | Pel·lícula                                         | 19 de març de 1994       | Club Super3 (TV3)                         |
| 1972                                   | El gat amb botes va a l'Oest Nagagutsu Sanjyushi | Pel·lícula                                         | 26 de març de 1994       | Club Super3 (TV3)                         |
| 1981-1987                              | Hattori, el ninja Ninja Hattori-kun | 325/694                                            | 30 d'abril de 1994       | Club Super3 (TV3)                         |
| 1986                                   | Campions del beisbol Touch: Sebango No Nai Ace | Pel·lícula                                         | 30 d'abril de 1994       | Club Super3 (TV3)                         |
| 1980                                   | El nen de l'espai Hi no tori 2772: Ai no kosumozon | Pel·lícula                                         | 7 de maig de 1994        | Club Super3 (TV3)                         |
| 1992                                   | Les aventures de Cristòfor Colom Koronbusu no Daibōken | OVA                                                | 28 de maig de 1994       | Club Super3 (TV3)                         |
| 1992                                   | Porco Rosso Kurenai no Buta | Pel·lícula                                         | 1 de setembre de 1994    | Cinemes                                   |
| 1984-1985                              | Lensman Galactic Patrol Lensman | 25/25                                              | 3 d'octubre de 1994      | Club Super3 (TV3)                         |
| 1993                                   | Bola de drac Z: Els guerrers de les galàxies Dragon Ball Z: Ginga Giri-Giri!! Butchigiri no Sugoi Yatsu                                                            | Pel·lícula                                         | 2 de gener de 1995       | Club Super3 (TV3)                         |
| 1990                                   | Bola de drac Z: El pare d'en Son Goku Dragon Ball Z: Tatta Hitori no Saishū Kessen ~Furīza ni Idonda Zetto-senshi Son Gokū no Chichi~                              | Especial                                           | 3 de gener de 1995       | Club Super3 (TV3)                         |
| 1992                                   | Bola de drac Z: La superbatalla dels tres superguerrers Dragon Ball Z: Kyokugen Batoru!! San Dai Sūpā Saiya-jin                                                    | Pel·lícula                                         | 4 de gener de 1995       | Club Super3 (TV3)                         |
| 1993                                   | Bola de drac Z: Batalla ardent Dragon Ball Z: Moetsukiro!! Nessen Ressen Chō-Gekisen                                                                               | Pel·lícula                                         | 5 de gener de 1995       | Club Super3 (TV3)                         |
| 1967-1968                              | Speed Racer Mahha GōGōGō | 52/52                                              | 27 de març de 1995       | Club Super3 (TV3)                         |
| 1977                                   | Els cignes salvatges Sekai meisaku dôwa: Hakuchou no ouji | Pel·lícula                                         | 22 d'abril de 1995       | Club Super3 (TV3)                         |
| 1982                                   | La reina del mil·lenni Shin Taketori Monogatari: Sennen Joō | Pel·lícula                                         | 6 de maig de 1995        | Club Super3 (TV3)                         |
| 1982                                   | El capità Harlock i l'Arcàdia Waga Seishun no Arukadia | Pel·lícula                                         | 13 de maig de 1995       | Club Super3 (TV3)                         |
| 1989-1992                              | Cinturó negre Yawara! A Fashionable Judo Girl! | 124/124                                            | 16 de maig de 1995       | Club Super3 (TV3)                         |
| 1992-1993                              | Mikan Mikan Enikki | 31/31                                              | 27 de maig de 1995       | Club Super3 (TV3)                         |
| 1989-1992                              | Ranma Ranma ½ / Ranma ½ Nettōhen | 161/18 i 143                                       | 12 de setembre de 1995   | Cara A (Canal 33)                         |
| 1989                                   | Les aventures d’en Hacchi Konchuu Monogatari Minashigo Hacchi | 55/55                                              | 15 de setembre de 1995   | Club Super3 (Canal 33)                    |
| 1993                                   | Ranma Ranma ½ | OVA (6 episodis)                                   | 25 de desembre de 1995   | Cara A (Canal 33)                         |
| 1973                                   | L'osset panda i els amics del bosc Panda no Daibouken | Pel·lícula                                         | 26 de desembre de 1995   | Club Super3 (TV3)                         |
| 1993                                   | Dr. Slump: Hi ha un monstre a la vila del pingüí Dokutā Suranpu Arare-chan N-cha! Pengin-mura wa Hare nochi Hare                                                   | Pel·lícula                                         | 27 de desembre de 1995   | Pel·lícula Doctor Slump (TV3)             |
| 1984                                   | Dr. Slump: El secret del castell de Nanaba Dokutā Suranpu Arare-chan Hoyoyo! Nanaba-jō no Hihō                                                                     | Pel·lícula                                         | 28 de desembre de 1995   | Pel·lícula Doctor Slump (TV3)             |
| 1995                                   | Heidi | Pel·lícula                                         | 28 de desembre de 1995   | Club Super3 (Canal 33)                    |
| 1993                                   | Bola de drac Z: En Son Gohan i en Trunks Dragon Ball Z: Zetsubō e no Hankō!! Nokosareta Chō-Senshi・Gohan to Torankusu                                             | Especial                                           | 4 de gener de 1996       | Pel·lícula Bola de Drac (TV3)             |
| 1988-1989                              | Dommel Don-don Domeru to Ron | 52/52                                              | 13 de gener de 1996      | Club Super3 (Canal 33)                    |
| 1988                                   | Akira | Pel·lícula                                         | 22 de gener de 1996      | Manga! (Canal 33)                         |
| 1986                                   | Grey: Objectiu digital Grey: Dijitaru tâgetto | Pel·lícula                                         | 29 de gener de 1996      | Manga! (Canal 33)                         |
| 1987                                   | Reial Força Espacial Ōritsu Uchūgun: Oneamisu no Tsubasa | Pel·lícula                                         | 5 de febrer de 1996      | Manga! (Canal 33)                         |
| 1986                                   | Arió Arion | Pel·lícula                                         | 12 de febrer de 1996     | Manga! (Canal 33)                         |
| 1988                                   | La llegenda dels herois a la galàxia Ginga Eiyuu Densetsu: Waga Yuku wa Hoshi no Taikai                                                                            | OVA                                                | 19 de febrer de 1996     | Manga! (Canal 33)                         |
| 1984                                   | Lensman SF Shinseiki Lensman | Pel·lícula                                         | 26 de febrer de 1996     | Manga! (Canal 33)                         |
| 1989                                   | Venus Wars Venus Senki | Pel·lícula                                         | 4 de març de 1996        | Manga! (Canal 33)                         |
| 1983                                   | El professional (Golgo 13) Golgo 13 | Pel·lícula                                         | 11 de març de 1996       | Manga! (Canal 33)                         |
| 1988-1989                              | Dominion Tank Police Dominion | OVA (4 episodis)                                   | 18 de març de 1996       | Manga! (Canal 33)                         |
| 1989                                   | Patlabor Kidô keisatsu patorebâ: Gekijô-ban | Pel·lícula                                         | 25 de març de 1996       | Manga! (Canal 33)                         |
| 1988                                   | El meu veí Totoro Tonari no Totoro | Pel·lícula                                         | 2 d'abril de 1996        | Club Super3 (Canal 33)                    |
| 1990                                   | El vent d'Amnèsia Kaze no na wa amunejia | Pel·lícula                                         | 8 d'abril de 1996        | Manga! (Canal 33)                         |
| 1992                                   | Macross II Chôjikû Yôsai Macross II Lovers, Again | OVA (6 episodis)                                   | 15 d'abril de 1996       | Manga! (Canal 33)                         |
| 1985                                   | El món de Rumiko: Viatge pel foc Rumik World: Faiyâ torippâ | OVA                                                | 22 d'abril de 1996       | Manga! (Canal 33)                         |
| 1987                                   | El món de Rumiko: La diana riallera Rumik World: Warau hyôteki | OVA                                                | 22 d'abril de 1996       | Manga! (Canal 33)                         |
| 1993                                   | Moldiver Morudaibâ | OVA (6 episodis)                                   | 20 de maig de 1996       | Manga! (Canal 33)                         |
| 1991                                   | El món de Rumiko: El bosc de la sirena Rumik World: Ningyo no Mori                                                                                                 | OVA                                                | 27 de maig de 1996       | Manga! (Canal 33)                         |
| 1982                                   | Aventurer espacial Cobra Space Adventure Cobra | Pel·lícula                                         | 10 de juny de 1996       | Manga! (Canal 33)                         |
| 1979                                   | El castell de Cagliostro Rupan sansei: Kariosutoro no shiro | Pel·lícula                                         | 24 de juny de 1996       | Manga! (Canal 33)                         |
| 1988                                   | Appleseed Appurushîdo | OVA                                                | 1 de juliol de 1996      | Manga! (Canal 33)                         |
| 1991                                   | Roujin Z Rôjin Z | OVA                                                | 15 de juliol de 1996     | Manga! (Canal 33)                         |
| 1991-1993                              | La llegenda dels quatre reis dracs Sôryûden | OVA (12 episodis)                                  | 29 de juliol de 1996     | Manga! (Canal 33)                         |
| 1992-1993                              | Green Legend Ran Gurīn Rejendo Ran | OVA (3 episodis)                                   | 12 d'agost de 1996       | Manga mix! (Canal 33)                     |
| 1993-1994                              | Oh! My Goddess Aa! Megami-sama | OVA (5 episodis)                                   | 2 de setembre de 1996    | Manga mix! (Canal 33)                     |
| 1991-1992                              | Horry, el monstret O-bake no Holly | 100/200                                            | 16 de setembre de 1996   | Club Super3 (Canal 33)                    |
| 1965-1966                              | Kimba, el lleó blanc Janguru Taitei | 52/52                                              | 16 de setembre de 1996   | Club Super3 (Canal 33)                    |
| 1989-1990                              | Dome, el petit geni del beisbol Miracle Giants Dome-kun | 49/49                                              | 24 de setembre de 1996   | Club Super3 (Canal 33)                    |
| 1992-1993                              | Tenchi Muyo Tenchi Muyo! Ryo-Ohki | OVA (7/20 episodis)                                | 12 d'octubre de 1996     | Manga! (Canal 33)                         |
| 1993-1994                              | Kishin Heidan | OVA (7 episodis)                                   | 19 d'octubre de 1996     | Manga! (Canal 33)                         |
| 1991-1992                              | Doomed Megalopolis Teito Monogatari | OVA (4 episodis)                                   | 23 de novembre de 1996   | Manga! (Canal 33)                         |
| 1986                                   | El món de Rumiko: Maris, la noia meravellosa Rumik World: Za Sūpāgyaru                                                                                             | OVA                                                | 7 de desembre de 1996    | Manga! (Canal 33)                         |
| 1991-1992                              | RG Veda Rigu Vēda | OVA (2 episodis)                                   | 21 de desembre de 1996   | Manga! (Canal 33)                         |
| 1990-1991                              | La guerra de Lodoss Rōdosu-tō Senki | OVA (13 episodis)                                  | 28 de desembre de 1996   | Manga! (Canal 33)                         |
| 1993                                   | Alita, àngel de combat Gunnm | OVA (2 episodis)                                   | 11 de gener de 1997      | Manga! (Canal 33)                         |
| 1987-1989                              | Dangaioh Haja Taisei Dangaiō | OVA (2 episodis)/OVA (3 episodis)                  | 25 de gener de 1997      | Manga! (Canal 33)                         |
| 1995                                   | Street fighter II V Sutorīto Faitā Tsū Bui | 29/29                                              | 4 de febrer de 1997      | Canal 33                                  |
| 1991-1992                              | 3x3 ulls Sazan Aizu | OVA (4 episodis)                                   | 8 de febrer de 1997      | Manga! (Canal 33)                         |
| 1994-1995                              | La gran aventura dels mundials de futbol Soccer Fever | 52/52                                              | 12 de febrer de 1997     | Club Super3 (Canal 33)                    |
| 1993-1994                              | The cockpit Za Kokupitto | OVA (3 episodis)                                   | 8 de març de 1997        | Manga! (Canal 33)                         |
| 1992-1994                              | Tokyo Babylon | OVA (2 episodis)                                   | 15 de març de 1997       | Manga! (Canal 33)                         |
| 1986-1989                              | Projecte A-KO Project A-ko // Project A-ko 2: Daitokuji Zaibatsu no Inbou // Project A-ko 3 - Shindorera Rapusodei // Project A-ko: Kanketsuron // A-Ko The VS     | OVA (6 episodis)                                   | 22 de març de 1997       | Manga! (Canal 33)                         |
| 1991                                   | Toni, la reportera Reporter Blues | 52/52                                              | 31 de març de 1997       | Club Super3 (Canal 33)                    |
| 1986                                   | El puny de l'estel del nord Hokuto no Ken | Pel·lícula                                         | 5 d'abril de 1997        | Manga! (Canal 33)                         |
| 1987                                   | Devilman Devilman Tanjo Hen | OVA (2 episodis)                                   | 12 d'abril de 1997       | Manga! (Canal 33)                         |
| 1988                                   | Ultimate Teacher Kyōfun no Bio-Ningen | OVA                                                | 19 d'abril de 1997       | Manga! (Canal 33)                         |
| 1994-1995                              | Macross Plus | OVA (1/4 episodis)                                 | 3 de maig de 1997        | Manga! (Canal 33)                         |
| 1991                                   | Jutge de les tenebres Yami no Shihosha Judge | OVA                                                | 10 de maig de 1997       | Manga! (Canal 33)                         |
| 1994-1995                              | Quedes detingut! Taiho Shichauzo | OVA (4 episodis)                                   | 17 de maig de 1997       | Manga! (Canal 33)                         |
| 1966-1967                              | Leo, el rei de la selva Jungle Taitei Susume Leo | 26/26                                              | 18 de maig de 1997       | Club Super3 (TV3)                         |
| 1985                                   | Odin Odin - Koshi Hansen Starlight | Pel·lícula                                         | 7 de juny de 1997        | Manga! (Canal 33)                         |
| 1976-1979                              | Candy Kyandi Kyandi | 115/115                                            | 11 de juny de 1997       | Club Super3 (Canal 33)                    |
| 1983                                   | Hiroshima Hadashi no Gen | Pel·lícula                                         | 14 de juny de 1997       | Manga! (Canal 33)                         |
| 1989-1990                              | Històries d'animals Seton Dobutsuki | 45/45                                              | 16 de juny de 1997       | Club Super3 (Canal 33)                    |
| 1987-1991                              | Bubblegum Crisis Baburugamu Kuraishisu | OVA (8 episodis)                                   | 9 d'octubre de 1997      | Manga! (Canal 33)                         |
| 1985-1989                              | Megazone 23 Megazōn Tsū Surī | OVA (4 episodis)                                   | 16 d'octubre de 1997     | Manga! (Canal 33)                         |
| 1994                                   | Plastic little Purasuchikku Ritoru | OVA                                                | 6 de novembre de 1997    | Manga! (Canal 33)                         |
| 1989                                   | Riding Bean Raidingu Bīn | OVA                                                | 20 de novembre de 1997   | Manga! (Canal 33)                         |
| 1989                                   | Goku Midnight Eye Midnight Eye Gokū | OVA (2 episodis)                                   | 25 de desembre de 1997   | Manga! (Canal 33)                         |
| 1988-1989                              | Miyu, la princesa vampira Vanpaia Miyu | OVA (4 episodis)                                   | 28 de gener de 1998      | Manga! (Canal 33)                         |
| 1982                                   | Goshu, el violoncel·lista Sero Hiki no Gōshu | Pel·lícula                                         | 4 de març de 1998        | Manga! (Canal 33)                         |
| 1983-1984                              | Georgie Jōjī! | 45/45                                              | 17 de març de 1998       | Club Super3 (Canal 33)                    |
| 1977-1978                              | Remi Ie Naki Ko | 51/51                                              | 16 de maig de 1998       | Club Super3 (TV3)                         |
| 1991                                   | Les bessones a St. Clare's Ochame na Futago: Kurea Gakuin Monogatari                                                                                               | 26/26                                              | 19 de maig de 1998       | Club Super3 (Canal 33)                    |
| 1980-1981                              | Endavant Bumbum! Hoero! Bun Bun | 39/39                                              | 24 de maig de 1998       | Club Super3 (TV3)                         |
| 1987                                   | Wicked City Yōjū Toshi | Pel·lícula                                         | 25 d'abril de 1998       | TV3                                       |
| 1991-1995                              | L'heroica llegenda d'Arislan Arusurān Senki | OVA (6 episodis)                                   | 27 de maig de 1998       | Manga! (Canal 33)                         |
| 1992-1993                              | Patrasche, el gos de Flandes Flanders no Inu, Boku no Patrasche | 26/26                                              | 29 de juny de 1998       | Club Super3 (TV3)                         |
| 1995-1996                              | Evangelion Shin Seiki Evangerion | 26/26                                              | 21 d'octubre de 1998     | Canal 33                                  |
| 1979-1980                              | Lady Oscar Berusaiyu no Bara | 40/40                                              | 9 de novembre de 1998    | Canal 33                                  |
| 1993-1994                              | Muka Muka Muka Muka Paradise | 51/51                                              | 4 de desembre de 1998    | Club Super3 (Canal 33)                    |
| 1972-1974                              | Mazinger Z Majingā Zetto | 92/92                                              | 11 de gener de 1999      | Canal 33                                  |
| 1996-1997                              | Bola de drac GT Doragon Bōru Jī Tī | 64/64                                              | 9 de febrer de 1999      | Canal 33                                  |
| 1984-1985                              | El genet del sabre i els xèrifs galàctics Sei Jūshi Bisumaruku | 51/51                                              | 28 de juny de 1999       | Club Super3 (Canal 33)                    |
| 1996-1997                              | Harley Spiny Harimogu Harry | 70/140                                             | 30 d'agost de 1999       | Club Super3 (Canal 33)                    |
| 1995-1996                              | La increible brigada Shinsen Tobe! Isami | 50/50                                              | 9 de desembre de 1999    | Club Super3 (Canal 33)                    |
| 1995-1998                              | Azuki Azuki-chan | 117/117                                            | 7 de març de 2000        | Club Super3 (Canal 33)                    |
| 1996-1997                              | Quedes detingut! Taiho Shichauzo | 47/47                                              | 15 de maig de 2000       | 3xl.net (Canal 33)                        |
| 1997                                   | Utena Shōjo Kakumei Utena | 39/39                                              | 15 de maig de 2000       | 3xl.net (Canal 33)                        |
| 1996                                   | La ventafocs Shinderera Monogatari | 26/26                                              | 21 de juny de 2000       | Club Super3 (Canal 33)                    |
| 1994-1995                              | Montana Montana Jonzu | 52/52                                              | 26 de juny de 2000       | Club Super3 (TV3)                         |
| 1998-2000                              | Sakura, la caçadora de cartes Cardcaptor Sakura | 70/70                                              | 18 de setembre de 2000   | Club Super3 (Canal 33)                    |
| 1996                                   | Escaflowne Tenkū no Esukafurōne | 26/26                                              | 24 de març de 2001       | 3xl.net (Canal 33)                        |
| 1992-Actualitat                        | Shin Chan Kureyon Shin-chan | 528 episodis i 44 especials/1000+                  | 23 d'abril de 2001       | 3xl.net (K3)                              |
| 1996-Actualitat                        | El detectiu Conan Meitantei Conan | 1040/1100+                                         | 17 de maig de 2001       | 3xl.net (K3)                              |
| 1991                                   | Doraemon i les mil i una aventures Doraemon: Nobita no Dorabian Night                                                                                              | Pel·lícula                                         | 15 de juny de 2001       | Cinemes (LUK Internacional)               |
| 1992-1997                              | Sailormoon Sailoor Moon / Sailoor Moon R / Sailoor Moon S / Sailoor Moon Super S / Sailoor Moon Sailor Stars                                                       | 200/46, 43, 38, 39 i 34                            | 1 d'octubre de 2001      | Club Super3 (K3)                          |
| 1999                                   | Arc the Lad | 26/26                                              | 15 d'octubre de 2001     | 3xl.net (K3)                              |
| 1997-2002                              | Pokémon Pokemon | 12/276                                             | Novembre de 2001         | VHS (SAV)                                 |
| 1998-1999                              | Cowboy Bebop | 26/26                                              | 22 de novembre de 2001   | 3xl.net (K3)                              |
| 1989-1990                              | City Hunter 3 | 13/13                                              | 1 de desembre de 2001    | 3xl.net (K3)                              |
| 1998                                   | Trigun | 26/26                                              | 27 de desembre de 2001   | 3xl.net (K3)                              |
| 1999                                   | Harlock Saga: L'anell Dels Nibelungs Hārokku Sāga Nīberungo no Yubiwa                                                                                              | OVA (6 episodis)                                   | 28 de desembre de 2001   | 3xl.net (K3)                              |
| 2000                                   | Boys be … | 13/13                                              | 12 de gener de 2002      | 3xl.net (K3)                              |
| 2001                                   | Run=Dim | 13/13                                              | 24 de febrer de 2002     | 3xl.net (K3)                              |
| 1998-1999                              | Karekano Kareshi Kanojo no Jijō | 26/26                                              | 23 d'abril de 2002       | 3xl.net (K3)                              |
| 1993                                   | Doraemon i el secret del laberint Doraemon Nobita to Buriki no Rabirinsu                                                                                           | Pel·lícula                                         | 24 d'abril de 2002       | DVD (LUK Internacional)                   |
| 1995-1996                              | Fushigi Yugi, el joc misteriós Fushigi Yūgi | 52/52                                              | 24 de juliol de 2002     | 3xl.net (TV3)                             |
| 1998                                   | Doraemon i els pirates dels mars del sud Doraemon Nobita no Nankai Daibōken                                                                                        | Pel·lícula                                         | 30 d'agost de 2002       | Cinemes (LUK Internacional)               |
| 1992-1995                              | Yu Yu Hakusho: Els defensors del més enllà Yū Yū Hakusho | 112/112                                            | 16 de setembre de 2002   | 3xl.net (K3)                              |
| 1996                                   | Bola de drac: El camí per ser el més fort Saikyō e no Michi | Pel·lícula                                         | 23 d'octubre de 2002     | DVD (Manga Films)                         |
| 2001                                   | El viatge de Chihiro Sen to Chihiro no Kamikakushi | Pel·lícula                                         | 25 d'octubre de 2002     | Cinemes (Jonu Media)                      |
| 1997                                   | Bola de drac GT: 100 anys després Gokū Gaiden! Yūki no Akashi wa Sūshinchū                                                                                         | Especial                                           | 6 de novembre de 2002    | DVD (Manga Films)                         |
| 1997-1999                              | El nou Dr. Slump Dokutā Suranpu | 74/74                                              | 14 de novembre de 2002   | Club Super3 (K3)                          |
| 1989                                   | Les aventures d'en Nemo al país dels somnis Nemo | Pel·lícula                                         | 7 de gener de 2003       | Club Super3 (K3)                          |
| 1974-1975                              | Wickie, el viking Chiisana Viking Bikke | 78/78                                              | 8 de gener de 2003       | Club Super3 (K3)                          |
| 1998-1999                              | Orphen, el bruixot Majutsushi Orphen | 24/24                                              | 19 de febrer de 2003     | 3xl.net (K3)                              |
| 1999-2000                              | Orphen, el bruixot: la revenja Majutsushi Orphen Revenge | 23/23                                              | 25 de març de 2003       | 3xl.net (K3)                              |
| 2000                                   | Love Hina Rabu Hina | 24 + 1 OVA                                         | 29 de març de 2003       | 3xl.net (K3)                              |
| 2000-2001                              | Furi Kuri | OVA (6 episodis)                                   | 14 d'abril de 2003       | 3xl.net (K3)                              |
| 1998-1999                              | Queen Emeraldas | OVA (2/4 episodis)                                 | 21 d'abril de 2003       | 3xl.net (K3)                              |
| 2000-2001                              | Jeanne, lladre kamikaze Kamikaze Kaitō Jeanne | 44/44                                              | 16 de juny de 2003       | 3xl.net (K3)                              |
| 1999                                   | Sakura, la caçadora de cartes: La pel·lícula Gekijōban Cardcaptor Sakura                                                                                           | Pel·lícula                                         | 21 de juny de 2003       | Club Super3 (K3)                          |
| 1997                                   | Shin Chan: A la recerca de les boles perdudes Kureyon Shin-Chan Ankoku Tamatama Daitsuiseki                                                                        | Pel·lícula                                         | 27 de juny de 2003       | Cinemes (LUK Internacional)               |
| 1999-2003                              | La màgica Do-Re-Mi Ojamajo Doremi / Ojamajo Doremi # / Mōtto! Ojamajo Doremi / Ojamajo Doremi Dokka~n!                                                             | 201/51, 49, 50 i 51                                | 15 de setembre de 2003   | Club Super3 (K3)                          |
| 2000-2004                              | Inuyasha | 167/167                                            | 15 de setembre de 2003   | 3xl.net (K3)                              |
| 2000                                   | Doraemon i l'imperi maia Doraemon Nobita no Taiyōō Densetsu | Pel·lícula                                         | 3 d'octubre de 2003      | Cinemes (LUK Internacional)               |
| 1996                                   | Doraemon i el tren del temps Doraemon Nobita to Ginga Ekusupuresu                                                                                                  | Pel·lícula                                         | 14 d'octubre de 2003     | DVD (LUK Internacional)                   |
| 2001                                   | I, my, me! Strawberry eggs Ai Mai Mi! Sutoroberī Eggu | 13/13                                              | 25 d'octubre de 2003     | 3xl.net (K3)                              |
| 2001                                   | Sakura Wars: La pel·lícula Sakura Taisen Katsudō Shashin | Pel·lícula                                         | 19 de desembre de 2003   | Cinemes (Orson Films)                     |
| 2000                                   | NieA Under 7 | 13/13                                              | 22 de desembre de 2003   | 3xl.net (K3)                              |
| 1996-1997 / 1997 – 1998 / 2001-2002    | Fushigi Yugi Fushigi Yûgi OVA / Fushigi Yûgi OVA 2 / Fushigi Yûgi Eikoden                                                                                          | OVA (3 sèrìes de 3, 6 i 4 episodis respectivament) | 23 de desembre de 2003   | 3xl.net (K3)                              |
| 2000-2001                              | Love Hina Rabu Hina Kurisumasu Supesharu Sairento Ibu / Rabu Hina Haru Supesharu Kimi Sakurachirunakare!!?                                                         | Especial (2 episodis)                              | 25 de desembre de 2003   | 3xl.net (K3)                              |
| 1993-1996                              | Slam Dunk, la gran esmaixada Slam Dunk | 101/101                                            | 7 de gener de 2004       | 3xl.net (K3)                              |
| 1975-1976                              | L'abella Maia Mitsubachi Māya no bōken | 52/52                                              | 5 de febrer de 2004      | Club Super3 (K3)                          |
| 1994-1995                              | DNA 2 D.N.A² Dokokade nakushita aitsu no aitsu～ | 12 + 3 OVAs                                        | 22 de febrer de 2004     | 3xl.net (K3)                              |
| 1999                                   | Escola de bruixes Mahō Tsukai Tai! | 13/13                                              | 11 de març de 2004       | 3xl.net (K3)                              |
| 1993                                   | Shin Chan: La invasió Kureyon Shinchan: Akushon Kamen tai Haigure Maō                                                                                              | Pel·lícula                                         | 24 de març de 2004       | DVD (LUK Internacional)                   |
| 1998                                   | Shin Chan: Operació rescat Kureyon Shinchan: Dengeki! Buta no Hizume Daisakusen                                                                                    | Pel·lícula                                         | 25 de juny de 2004       | Cinemes (LUK Internacional)               |
| 1998                                   | Lain Serial Experiments Lain | 13/13                                              | 2 de juliol de 2004      | 33                                        |
| 2004                                   | Doraemon el gladiador Doraemon Nobita to Robot Kingdom | Pel·lícula                                         | 27 d'agost de 2004       | Cinemes (LUK Internacional)               |
| 1987-1988                              | Kimagure Orange Road | 48/48                                              | 15 de setembre de 2004   | 3xl.net (K3)                              |
| 2001                                   | Comic Party | 13/13 + 4 especials                                | 16 de setembre de 2004   | 3xl.net (K3)                              |
| 1992                                   | Doraemon i el misteri dels núvols Doraemon Nobita to Kumo no Ōkoku                                                                                                 | Pel·lícula                                         | 19 d'octubre de 2004     | DVD (LUK Internacional)                   |
| 1995                                   | El naixement d'en Doraemon 2112 Nen Doraemon Tanjō | OVA                                                | 19 d'octubre de 2004     | DVD (LUK Internacional)                   |
| 1992                                   | Cinturó Negre: Sigueu valents nois! Yawara! Soreyuke koshinuke kids!                                                                                               | Pel·lícula                                         | 6 de desembre de 2004    | 3xl.net (K3)                              |
| 2000                                   | Sakura, la caçadora de cartes: La carta segellada Gekijōban Cardcaptor Sakura Fūin Sareta Kādo                                                                     | Pel·lícula                                         | 23 de desembre de 2004   | Club Super3 (TV3)                         |
| 2003                                   | Loki, el detectiu misteriós Matantei Roki RAGNAROK | 26/26                                              | 27 de gener de 2005      | 3xl.net (K3)                              |
| 1996-2004                              | Kochikame Kochira Katsushika-ku Kameari Kōen Mae Hashutsujo | 260/373                                            | 7 de febrer de 2005      | 3xl.net (K3)                              |
| 2003-2005                              | Bo-bobo Bobobo-bo Bo-bobo | 76/76                                              | 7 de febrer de 2005      | 3xl.net (K3)                              |
| 1999                                   | Doraemon: El casament d'en Nobita i la Shizuka Nobita no Kekkon Zen'ya                                                                                             | OVA                                                | 2 de març de 2005        | DVD (LUK Internacional)                   |
| 1999-2000                              | Corrector Yui | 52/52                                              | 8 de març de 2005        | Club Super3 (K3)                          |
| 1989                                   | Històries del laberint Meikyū Monogatari | Pel·lícula                                         | 17 de març de 2005       | Fantàstic (TV3)                           |
| 1997                                   | Kenshin: Rèquiem pels patriotes de la restauració Rurôni Kenshin: Ishin shishi e no Requiem                                                                        | Pel·lícula                                         | 28 d'abril de 2005       | TV3                                       |
| 1994                                   | Shin Chan: a l'illa del tresor Kureyon Shinchan: Buriburi Ōkoku no Hihō                                                                                            | Pel·lícula                                         | 4 de maig de 2005        | DVD (LUK Internacional)                   |
| 2001                                   | Fruits basket | 26/26                                              | 23 d'agost de 2005       | 3xl.net (K3)                              |
| 2003                                   | Doraemon i els déus del vent Doraemon Nobita to Fushigi Kazetsukai                                                                                                 | Pel·lícula                                         | 2 de setembre de 2005    | Cinemes (LUK Internacional)               |
| 2001-2002                              | Nono Chan Nono-chan | 61/61                                              | 5 de setembre de 2005    | Club Super3 (K3)                          |
| 2000                                   | Blood, l'últim vampir Blood: The Last Vampire | Pel·lícula                                         | 30 de setembre de 2005   | Pel·lícula Manga (33)                     |
| 1995                                   | Ghost in the shell Kōkaku Kidōtai | Pel·lícula                                         | 7 d'octubre de 2005      | Pel·lícula Manga (33)                     |
| 1993                                   | Ninja scroll Jūbē Ninpūchō | Pel·lícula                                         | 14 d'octubre de 2005     | Pel·lícula Manga (33)                     |
| 1997                                   | Doraemon i la fàbrica de joguines Doraemon Nobita no Nejimaki Shitī Bōkenki                                                                                        | Pel·lícula                                         | 25 d'octubre de 2005     | DVD (LUK Internacional)                   |
| 2001                                   | Kai Doh Maru Kaidōmaru | OVA                                                | 28 d'octubre de 2005     | Pel·lícula Manga (33)                     |
| 2001                                   | Inuyasha: Els sentiments que viuen més enllà del temps Eiga Inuyasha: Toki o Koeru Omoi                                                                            | Pel·lícula                                         | 1 de novembre de 2005    | 3xl.net (K3)                              |
| 1997                                   | Evangelion: mort i renaixement Shin Seiki Evangelion Gekijō-ban DEATH & REBIRTH Shito Shinsei                                                                      | Pel·lícula                                         | 11 de novembre de 2005   | Pel·lícula Manga (33)                     |
| 2002                                   | Shin Chan: El petit samurai Kureyon Shinchan: Arashi o Yobu: Appare! Sengoku Daikassen                                                                             | Pel·lícula                                         | 15 de novembre de 2005   | DVD (LUK Internacional)                   |
| 1997                                   | Evangelion: la fi Shin Seiki Evangerion Gekijō-ban: Air/Magokoro o, Kimi ni                                                                                        | Pel·lícula                                         | 18 de novembre de 2005   | Pel·lícula Manga (33)                     |
| 1988                                   | Shinjuku, la ciutat dels dimonis Makai Toshi: Shinjuku | OVA                                                | 25 de novembre de 2005   | Pel·lícula Manga (33)                     |
| 2002-2003                              | Els dotze regnes Jūni Kokuki | 45/45                                              | 1 de desembre de 2005    | 3xl.net (K3)                              |
| 1990-1991                              | Cyber city oedo 808 OEDO 808 | OVA (3 episodis)                                   | 2 de desembre de 2005    | Pel·lícula Manga (33)                     |
| 1983                                   | Armaguedon Harumagedon Genma Taisen | Pel·lícula                                         | 9 de desembre de 2005    | Pel·lícula Manga (33)                     |
| 1993                                   | La ferida de la sirena Ningyo no Kizu | OVA                                                | 16 de desembre de 2005   | Pel·lícula Manga (33)                     |
| 2002                                   | Blau Ai Yori Aoshi | 24/24                                              | 29 de desembre de 2005   | 3xl.net (K3)                              |
| 2000-2001                              | Taro, l'alienígena Uchūjin Tanaka Tarō | 24/24                                              | 27 de gener de 2006      | 3xl.net (K3)                              |
| 1999-Actualitat                        | One Piece | 516/930+                                           | 2 de març de 2006        | 3xl.net (K3)                              |
| 1988-1996                              | Kiteretsu, el cosí més llest d'en Nobita Kiteretsu Daihyakka | 331/331                                            | 10 d'abril de 2006       | Club Super3 (TV3)                         |
| 1998-1999                              | Neo Ranga Nankai Kio Neoranga | 48/48                                              | 24 d'abril de 2006       | 3xl.net (K3)                              |
| 1994-1995                              | L'ídol Nagisa: Com m'agrada, tot això! Chō Kuse ni Narisō | 39/39                                              | 4 de maig de 2006        | Club Super3 (K3)                          |
| 1996                                   | Shin Chan: Aventures a Henderland Kureyon Shinchan: Henderland no Daibôken                                                                                         | Pel·lícula                                         | 9 de maig de 2006        | DVD (LUK Internacional)                   |
| 1986-1988                              | Maison Ikkoku | 96/96 + OVA (1/3 episodis)                         | 30 de juny de 2006       | 3xl.net (K3)                              |
| 1997                                   | Clamp, club de detectius Clamp Gakuen Tanteidan | 26/26                                              | 12 de setembre de 2006   | Club Super3 (K3)                          |
| 2002-2003                              | Megaman, el ciberguerrer Rockman.EXE | 56/56                                              | 18 d'octubre de 2006     | Club Super3 (K3)                          |
| 2001                                   | Doraemon al màgic món de les aus Doraemon Nobita to Tsubasa no Yūsha-tachi                                                                                         | Pel·lícula                                         | 25 d'octubre de 2006     | DVD (LUK Internacional)                   |
| 2000                                   | Shin Chan: Perduts a la jungla Kureyon Shinchan: Arashi o Yobu Janguru                                                                                             | Pel·lícula                                         | 21 de novembre de 2006   | DVD (LUK Internacional)                   |
| 1989-1991                              | Kimagure Orange Road | OVA (8 episodis)                                   | 19 de desembre de 2006   | 3xl.net (K3)                              |
| 1988                                   | Kimagure Orange Road: M'agradaria tornar a aquell dia! Kimagure Orange Road : Ano Hi ni Kaeritai                                                                   | Pel·lícula                                         | 4 de gener de 2007       | 3xl.net (K3)                              |
| 2000                                   | Escaflowne: La pel·lícula Escaflowne: The movie | Pel·lícula                                         | 5 de gener de 2007       | 3xl.net (K3)                              |
| 2001                                   | Shin Chan: Els adults contraataquen! Kureyon Shinchan: Arashi o Yobu: Mōretsu! Otona Teikoku no Gyakushū?                                                          | Pel·lícula                                         | 2 de febrer de 2007      | Cinemes (LUK Internacional)               |
| 1993-Actualitat                        | Rantaro Nintama Rantaro | 300+/2200+                                         | 2 de febrer de 2007      | Club Super3 (K3)                          |
| 2003-2004                              | Planetes Planētes | 26/26                                              | 17 d'abril de 2007       | 3xl.cat (K3)                              |
| 2004-2005                              | Samurai Champloo | 26/26                                              | 20 d'abril de 2007       | 3xl.cat (K3)                              |
| 1987                                   | Doraemon i els cavallers emmascarats Doraemon Nobita to Ryū no Kishi                                                                                               | Pel·lícula                                         | 24 d'abril de 2007       | DVD (LUK Internacional)                   |
| 2005-2006                              | La llei de Ueki Ueki no hōsoku | 51/51                                              | 11 de juny de 2007       | Club Super3 (K3 – TDT)                    |
| 2005                                   | Tsubasa: les cròniques perdudes Tsubasa Chronicle | 52/52                                              | 29 de juny de 2007       | Club Super3 (K3)                          |
| 2006                                   | Doraemon i el petit dinosaure Gekijōban Doraemon: Nobita no Kyōryū Niimarumaruroku 2006                                                                            | Pel·lícula                                         | 31 d'agost de 2007       | DVD (LUK Internacional)                   |
| 2004-2011                              | Keroro Keroro Gunsō | 256/358                                            | 9 de setembre de 2007    | Club Super3 (TV3)                         |
| 1995                                   | Shin Chan i l'ambició d'en Karakaka Kureyon Shinchan: Unkokusai no Yabō                                                                                            | Pel·lícula                                         | 9 d'octubre de 2007      | DVD (LUK Internacional)                   |
| 1986                                   | Hi havia una vegada Dôwa meita senshi Windaria | Pel·lícula                                         | 20 d'octubre de 2007     | TV3                                       |
| 2002-2003                              | Get Backers Gettobakkāzu Dakkan'ya | 49/49                                              | 21 d'octubre de 2007     | Hora Tòquio (K3 – TDT)                    |
| 2007-2008                              | Valérian i Laureline Varerian ando Rōrurinnu | 40/40                                              | 21 d'octubre de 2007     | Sidèria (K3 – TDT)                        |
| 2004-2005                              | Monstre Monster | 74/74                                              | 22 d'octubre de 2007     | 3xl.cat (K3)                              |
| 2004                                   | La màgica Do-Re-Mi Ojamajo Doremi Na-i-sho | OVA (13 episodis)                                  | 24 de desembre de 2007   | Club Super3 (K3)                          |
| 2002                                   | Inuyasha: El castell més enllà del mirall Eiga Inuyasha: Kagami no Naka no Mugenjō                                                                                 | Pel·lícula                                         | 25 de desembre de 2007   | 3xl.cat (K3)                              |
| 2004                                   | Ghost in the shell 2: Innocència Kōkaku Kidōtai Inosensu | Pel·lícula                                         | 1 de gener de 2008       | 3xl.cat (K3)                              |
| 2003                                   | En Shin Chan i el filet impossible Kureyon Shin-chan: Arashi o Yobu: Eikō no Yakiniku Rōdo                                                                         | Pel·lícula                                         | 22 d'abril de 2008       | DVD (LUK Internacional)                   |
| 1990                                   | Doraemon: Animal Planet Doraemon Nobita to Animal Planet | Pel·lícula                                         | 7 de maig de 2008        | DVD (LUK Internacional)                   |
| 1988                                   | La tomba de les lluernes Hotaru no Haka | Pel·lícula                                         | 2 de setembre de 2008    | DVD (Jonu Media)                          |
| 2004                                   | Li deien Shin Chan Kureyon Shinchan: Arashi o Yobu! Yūhi no Kasukabe Bōizu                                                                                         | Pel·lícula                                         | 24 d'octubre de 2008     | DVD (LUK Internacional)                   |
| 2007                                   | Doraemon i els set mags Doraemon: Nobita no Shin Makai Daibōken ~Shichinin no Mahō Tsukai~                                                                         | Pel·lícula                                         | 26 de novembre de 2008   | DVD (LUK Internacional)                   |
| 2007                                   | Kamichama Karin | 26/26                                              | 27 de desembre de 2008   | Club Super3 (K3)                          |
| 2004-2005                              | Viewtiful Joe | 51/51                                              | 23 de gener de 2009      | 3xl.cat (K3)                              |
| 2000                                   | El detectiu Conan: Atrapat als seus ulls Meitantei Conan Hitomi no Naka no Ansatsusha                                                                              | Pel·lícula                                         | 10 d'abril de 2009       | 3xl.cat (K3)                              |
| 1999                                   | El detectiu Conan: L'últim mag del segle Meitantei Conan Seikimatsu no Majutsushi                                                                                  | Pel·lícula                                         | 13 d'abril de 2009       | 3xl.cat (K3)                              |
| 1999                                   | Shin Chan: La guerra dels balnearis Kureyon Shinchan: Bakuhatsu! Onsen Wakuwaku Daikessen                                                                          | Pel·lícula                                         | 29 d'abril de 2009       | DVD (LUK Internacional)                   |
| 1999                                   | Doraemon, una odissea de l'espai Doraemon: Nobita no Uchū Hyōryūki                                                                                                 | Pel·lícula                                         | 3 de juny de 2009        | DVD (LUK Internacional)                   |
| 2007-2008                              | Blue Dragon BLUE DRAGON | 51/51                                              | 20 d'octubre de 2009     | Canal Super3                              |
| 2005                                   | Shin Chan: Tres minuts per salvar el món Kureyon Shinchan: Densetsu o Yobu Buriburi: Sanpun Bokkiri Daishingeki                                                    | Pel·lícula                                         | 21 d'octubre de 2009     | DVD (LUK Internacional)                   |
| 2008                                   | La Ponyo al penya-segat Gake no Ue no Ponyo | Pel·lícula                                         | 28 d'octubre de 2009     | DVD/BD (Aurum)                            |
| 2008                                   | Doraemon i el regne d'en Kibo Eiga Doraemon Nobita to Midori no Kyojinden                                                                                          | Pel·lícula                                         | 11 de novembre de 2009   | DVD (LUK Internacional)                   |
| 2007                                   | Un estiu amb en Coo Kappa no Kū to Natsuyasumi | Pel·lícula                                         | 15 de novembre de 2009   | Canal Super3                              |
| 2008                                   | The sky crawlers Sukai Kurora | Pel·lícula                                         | 25 de novembre de 2009   | DVD/BD (Selecta Visión)                   |
| 2008-2009                              | Blue Dragon: Els set dracs del cel BLUE DRAGON Tenkai no Shichi Ryuu                                                                                               | 51/51                                              | 1 de gener de 2010       | Canal Super3                              |
| 2007                                   | Amor a Tòquio Tokyo Marble Chocolate | Pel·lícula                                         | 3 de gener de 2010       | Canal Super3                              |
| 1997                                   | El detectiu Conan: El gratacel explosiu Meitantei Conan: Tokei-jikake no Matenrō                                                                                   | Pel·lícula                                         | 17 de gener de 2010      | Canal Super3                              |
| 1998                                   | El detectiu Conan: La catorzena víctima Meitantei Conan Jūyon banme no Tagetto                                                                                     | Pel·lícula                                         | 24 de gener de 2010      | Canal Super3                              |
| 2007                                   | El samurai sense nom Sutorenjia: Mukô hadan | Pel·lícula                                         | 27 de gener de 2010      | DVD/BD (20th Century Fox)                 |
| 2001                                   | El detectiu Conan: Compte enrere cap al cel Meitantei Conan Tengoku e no Kauntodaun                                                                                | Pel·lícula                                         | 14 de febrer de 2010     | Canal Super3                              |
| 2002                                   | El detectiu Conan: El fantasma de Baker Street Meitantei Conan Beikā Sutorīto no Bōrei                                                                             | Pel·lícula                                         | 21 de febrer de 2010     | Canal Super3                              |
| 2003                                   | El detectiu Conan: Cruïlla a l'antiga capital Meitantei Conan Meikyū no Kurosurōdo                                                                                 | Pel·lícula                                         | 28 de febrer de 2010     | Canal Super3                              |
| 2004                                   | El detectiu Conan: El mag del cel platejat Meitantei Conan Gin-yoku no Majishan                                                                                    | Pel·lícula                                         | 7 de març de 2010        | Canal Super3                              |
| 2003                                   | Inuyasha: L'espasa de la conquesta Eiga Inuyasha: Tenka Hadō no Ken                                                                                                | Pel·lícula                                         | 28 de març de 2010       | Canal Super3                              |
| 2004                                   | Inuyasha: Foc a l'illa mística Eiga Inuyasha: Guren no Hōraijima                                                                                                   | Pel·lícula                                         | 4 d'abril de 2010        | Canal Super3                              |
| 1982                                   | Doraemon i el món perdut Doraemon Nobita no Daimakyō | Pel·lícula                                         | 16 de juny de 2010       | DVD (LUK Internacional)                   |
| 2004-2012                              | Bleach | 167/366                                            | 19 de setembre de 2010   | Canal 3xl                                 |
| 2006-2007                              | Death Note | 37/37                                              | 19 de setembre de 2010   | Canal 3xl                                 |
| 2006-2007                              | Nana | 47/47                                              | 19 de setembre de 2010   | Canal 3xl                                 |
| 2007                                   | Evangelion 1.11 Evangerion Shin Gekijōban: Jo | Pel·lícula                                         | 22 de setembre de 2010   | DVD/BD (Selecta Visión)                   |
| 2009                                   | Doraemon the Hero: Pioners de l'Espai Eiga Doraemon Shin Nobita No Uchu Kaitakushi                                                                                 | Pel·lícula                                         | 3 d'octubre de 2010      | DVD (LUK Internacional)                   |
| 2009-2010                              | Inuyasha: Kanketsu-Hen Inuyasha Kanketsu-Hen | 26/26                                              | 10 d'octubre de 2010     | Canal Super3                              |
| 2006                                   | La noia que saltava a traves del temps Toki o kakeru shōjo | Pel·lícula                                         | 24 de novembre de 2010   | DVD/BD (Selecta Visión)                   |
| 2008                                   | Ghost in the shell 2.0 Kōkaku kidōtai 2.0 | Pel·lícula                                         | 11 de febrer de 2011     | Canal 3xl                                 |
| 1983                                   | Doraemon Atlantis: el castell del mal Doraemon Nobita no Kaiteiki Ganjō                                                                                            | Pel·lícula                                         | 2 de març de 2011        | DVD (LUK Internacional)                   |
| 2009                                   | Evangelion 2.22 Evangerion Shin Gekijōban: Ha | Pel·lícula                                         | 20 de maig de 2011       | Canal 3xl                                 |
| 2009-2011                              | Bola de drac Z Kai Dragon Ball Kai | 166/159                                            | 19 de setembre de 2011   | Canal 3xl                                 |
| 2006-2008                              | Freedom | OVA (7 episodis)/OVA (7 episodis + pròleg)         | 23 de setembre de 2011   | Canal 3xl                                 |
| 2010                                   | Colorful Karafuru | Pel·lícula                                         | 25 d'octubre de 2011     | DVD (Selecta Visión)                      |
| 2010                                   | Doraemon: la llegenda de les sirenes Doraemon Nobita no Ningyo Daikaisen                                                                                           | Pel·lícula                                         | 25 d'octubre de 2011     | DVD (LUK Internacional)                   |
| 1984                                   | Nausicaä de la vall del vent Kaze no Tani no Naushika | Pel·lícula                                         | 11 de novembre de 2011   | Canal 3xl                                 |
| 2009                                   | Shin Chan: Això és una animalada Kureyon Shinchan: Otakebe! Kasukabe Yasei Ōkoku                                                                                   | Pel·lícula                                         | 15 de novembre de 2011   | DVD (LUK Internacional)                   |
| 2009-2011                              | Saint Seiya: El quadre perdut Saint Seiya Za Rosuto Kyanbasu MEIO Sinwa                                                                                            | OVA (2 sèries de 13 episodis cada una)             | 18 de novembre de 2011   | Canal 3xl                                 |
| 1989                                   | Kiki, l'aprenent de bruixa Majo no Takkyūbin | Pel·lícula                                         | 4 de desembre de 2011    | Canal Super3                              |
| 2002                                   | La Haru al regne dels gats Neko no Ongaeshi | Pel·lícula                                         | 8 de desembre de 2011    | Canal Super3                              |
| 2007-2008                              | Master Hamsters Hatara Kizzu Maihamu Gumi | 50/50                                              | 17 de desembre de 2011   | Canal Super3                              |
| 2011                                   | My Last Day | Pel·lícula                                         | 2011                     | VOD                                       |
| 2010                                   | Arrietty i el món dels remenuts Karigurashi no Arietti | Pel·lícula                                         | 18 de gener de 2012      | DVD/BD (Aurum)                            |
| 2009                                   | L'illa dels records i el mirall màgic Hottarake no shima: Haruka to mahô no kagami                                                                                 | Pel·lícula                                         | 31 de gener de 2012      | DVD (Selecta Visión)                      |
| 2004                                   | El castell ambulant Hauru no Ugoku Shiro | Pel·lícula                                         | 4 de març de 2012        | Canal 3xl                                 |
| 1995                                   | Murmuris del cor Mimi wo Sumaseba | Pel·lícula                                         | 8 d'abril de 2012        | Canal Super3                              |
| 1981                                   | Doraemon Space Hero Doraemon Nobita no Uchū Kaitakushi | Pel·lícula                                         | 10 d'abril de 2012       | DVD (LUK Internacional)                   |
| 1986                                   | El castell al cel Tenkū no Shiro Rapyuta | Pel·lícula                                         | 20 de maig de 2012       | Canal Super3                              |
| 2010                                   | La gran aventura de l'abella Hutch Konchû Monogatari Mitsubachi Hutch - Yûki no Melody                                                                             | Pel·lícula                                         | 17 de juliol de 2012     | DVD (Selecta Visión)                      |
| 2009-2010                              | Els caçadors d'elements Element Hunters | 39/39                                              | 15 de setembre de 2012   | Canal Super3                              |
| 1988                                   | Doraemon i el viatge a la Xina del passat Doraemon: Nobita no Parareru saiyûki                                                                                     | Pel·lícula                                         | 20 de novembre de 2012   | DVD (LUK Internacional)                   |
| 2011                                   | Friends: aventura a l’illa dels monstres Friends: Mononoke no Shima no Naki                                                                                        | Pel·lícula                                         | 9 de març de 2013        | Cinemes (Selecta Visión)                  |
| 2011                                   | Doraemon i la revolució dels Robots Eiga Doraemon Shin Nobita to Tetsujin Heidan ~Habatake Tenshi Tachi~                                                           | Pel·lícula                                         | 16 d'abril de 2013       | DVD (LUK Internacional)                   |
| 2012                                   | Evangelion 3.33: You Can (Not) Redo Evangerion Shin Gekijōban: Q                                                                                                   | Pel·lícula                                         | 30 d'octubre de 2013     | DVD/BD (Selecta Visión)                   |
| 2013                                   | Doraemon i Nobita Holmes al misteriós Museu del Futur Eiga Doraemon: Nobita no Himitsu Dougu Hakubutsukan                                                          | Pel·lícula                                         | 31 d'octubre de 2013     | Cinemes (LUK Internacional)               |
| 2013                                   | Bola de Drac Z: La batalla dels déus Doragon Bōru Zetto: Kami to Kami                                                                                              | Pel·lícula                                         | 30 de maig de 2014       | Cinemes (Selecta Visión)                  |
| 2014                                   | Buda 2, camí a la il·luminació Buddha 2: Tezuka osamu no Budda - Owarinaki tabi                                                                                    | Pel·lícula                                         | 22 d'octubre de 2014     | DVD/BD (Media3 Estudio)                   |
| 2014                                   | Stand by me Doraemon Stand by Me Doraemon | Pel·lícula                                         | 19 de desembre de 2014   | Cinemes (LUK Internacional)               |
| 2013                                   | Capità Harlock Kyaputen Hârokku | Pel·lícula                                         | 30 de gener de 2015      | Cinemes (Surtsey Films)                   |
| 2014                                   | Saint Seiya: La llegenda del santuari Saint Seiya: Legend of Sanctuary                                                                                             | Pel·lícula                                         | 6 de març de 2015        | Cinemes (Selecta Visión)                  |
| 2006                                   | Shin Chan: A ritme de samba Kureyon Shin Chan: Densetsu wo Yobu: Odore! Amīgo!                                                                                     | Pel·lícula                                         | 27 de juny de 2015       | Canal Super3                              |
| 2008                                   | Shin Chan i l'espasa d'or Kureyon Shinchan: chou arashi wo yobu! kinpoko no yuusha                                                                                 | Pel·lícula                                         | 28 de juny de 2015       | Canal Super3                              |
| 2012                                   | Doraemon a la recerca de l'escarabat daurat Eiga Doraemon Nobita to Kiseki no Shima 〜Animaru Adobenchā〜                                                          | Pel·lícula                                         | 3 de juliol de 2015      | Descàrrega digital (LUK Internacional)    |
| 2007                                   | Shin Chan: El meu gos és la bomba Kureyon Shinchan: Arashi o Yobu: Utau Ketsudake Bakudan!                                                                         | Pel·lícula                                         | 4 de juliol de 2015      | Canal Super3                              |
| 2010                                   | Shin Chan: La núvia del futur Kureyon Shinchan: Chōjikū! Arashi o Yobu Ora no Hanayome                                                                             | Pel·lícula                                         | 5 de juliol de 2015      | Canal Super3                              |
| 2014                                   | Bola de drac Z: La resurrecció d'en Freezer Dragon Ball Z: Fukkatsu no F.                                                                                          | Pel·lícula                                         | 6 de novembre de 2015    | Cinemes (Selecta Visión)                  |
| 2016                                   | One Piece Gold One Piece Film: Gold | Pel·lícula                                         | 4 de novembre de 2016    | Cinemes (Selecta Visión)                  |
| 2015                                   | El nen i la bèstia Bakemono no Ko | Pel·lícula                                         | 15 de novembre de 2016   | DVD/BD (A Contracorriente Films)          |
| 2016                                   | Your name Kimi no Na wa | Pel·lícula                                         | 7 d'abril de 2017        | Cinemes (Selecta Visión)                  |
| 2005                                   | El detectiu Conan: Estratègia sobre les profunditats Meitantei Conan: Suihei Senjō no Sutoratejī                                                                   | Pel·lícula                                         | 17 d'abril de 2017       | Canal Super3                              |
| 2006                                   | El detectiu Conan: El rèquiem dels detectius Meitantei Conan: Tantei Tachi no Rekuiemu                                                                             | Pel·lícula                                         | 1 de maig de 2017        | Canal Super3                              |
| 2016                                   | Gats. Un viatge de tornada a casa Rudorufu to Ippaiattena | Pel·lícula                                         | 29 de setembre de 2017   | Cinemes (Selecta Visión)                  |
| 2017                                   | Ancien i el món màgic Hirune Hime: Shiranai Watashi no Monogatari                                                                                                  | Pel·lícula                                         | 20 d'octubre de 2017     | Cinemes (Media3 Estudio)                  |
| 2015                                   | El cas de la Hana i l'Alice Hana to Arisu Satsujin Jiken | Pel·lícula                                         | 26 d'octubre de 2017     | Cinemes (Media3 Estudio)                  |
| 2007                                   | El detectiu Conan: La bandera pirata al fons de l'oceà Meitantei Conan: Konpeki no Jorī Rojā                                                                       | Pel·lícula                                         | 6 de gener de 2018       | Canal Super3                              |
| 2008                                   | El detectiu Conan: La partitura de la por Meitantei Conan: Senritsu no Furu Sukoa                                                                                  | Pel·lícula                                         | 7 de gener de 2018       | Canal Super3                              |
| 2014                                   | Doraemon al regne dels gossos Eiga Doraemon Shin Nobita no Daimakyo-Peko                                                                                           | Pel·lícula                                         | 28 de gener de 2018      | Canal Super3                              |
| 2018                                   | El detectiu Conan: El cas Zero Meitantei Conan: Zero no Shikkounin                                                                                                 | Pel·lícula                                         | 9 de novembre de 2018    | Cinemes (Alfa Pictures)                   |
| 2018                                   | Bola de Drac Super: Broly Doragon Bōru Sūpā: Burorī | Pel·lícula                                         | 1 de febrer de 2019      | Cinemes (Selecta Visión)                  |
| 2018                                   | Vull menjar-me el teu pàncrees Kimi no Suizō o Tabetai | Pel·lícula                                         | 12 d'abril de 2019       | Cinemes (Selecta Visión)                  |
| 2016-2018                              | Històries dels caçadors de monstres: A cavalcar! Monsutā Hantā Sutōrīzu RIDE ON                                                                                    | 75/75                                              | 15 d'abril de 2019       | Canal Super3                              |
| 2018                                   | Mutafukaz Mutafukazu | Pel·lícula                                         | 10 de maig de 2019       | DVD/BD (Media3 Estudio)                   |
| 2018                                   | La Mirai, la meva germana petita Mirai no Mirai | Pel·lícula                                         | 8 de juliol de 2019      | VOD (A Contracorriente Films)             |
| 2019                                   | El Detectiu Conan: El puny del safír blau Meitantei Konan: Konjō no Fisuto                                                                                         | Pel·lícula                                         | 8 de novembre de 2019    | Cinemes (Alfa Pictures)                   |
| 2009                                   | El detectiu Conan: El perseguidor negre Meitantei Konan: Shikkoku no Cheisā                                                                                        | Pel·lícula                                         | 9 de novembre de 2019    | Canal Super3                              |
| 2019                                   | One Piece: Estampida Wan Pīsu Sutanpīdo | Pel·lícula                                         | 15 de novembre de 2019   | Cinemes (Selecta Visión)                  |
| 2010                                   | El detectiu Conan: La nau perduda al cel Meitantei Konan: Tenkū no Rosuto Shippu                                                                                   | Pel·lícula                                         | 16 de novembre de 2019   | Canal Super3                              |
| 2011                                   | El detectiu Conan: Quinze minuts de silenci Meitantei Konan: Chinmoku no Kwōtā                                                                                     | Pel·lícula                                         | 23 de novembre de 2019   | Canal Super3                              |
| 2012                                   | El detectiu Conan: L'onzè davanter Meitantei Konan: Jūichininme no Sutoraikā                                                                                       | Pel·lícula                                         | 30 de novembre de 2019   | Canal Super3                              |
| 2016                                   | El detectiu Conan: Episodi 1. El detectiu que es va encongir Meitantei Konan: Episōdo "Wan" Chīsakunatta Meitantei                                                 | Especial                                           | 13 de desembre de 2019   | DVD (Alfa Pictures / Diari Ara)           |
| 2013                                   | El detectiu Conan: El detectiu al mar distant Meitantei Konan: Zekkai no Puraibēto Ai                                                                              | Pel·lícula                                         | 11 d'abril de 2020       | Canal Super3                              |
| 2014                                   | El detectiu Conan: El franctirador dimensional Meitantei Konan: Ijigen no Sunaipā                                                                                  | Pel·lícula                                         | 12 d'abril de 2020       | Canal Super3                              |
| 2015                                   | El detectiu Conan: Els gira-sols del foc infernal Meitantei Konan: Gōka no Himawari                                                                                | Pel·lícula                                         | 8 de juny de 2020        | DVD (Alfa Pictures / El mundo deportivo)  |
| 2016                                   | El detectiu Conan: El malson més negre Meitantei Konan: Junkoku no Naitomea                                                                                        | Pel·lícula                                         | 8 de juny de 2020        | DVD (Alfa Pictures / El mundo deportivo)  |
| 2017                                   | El detectiu Conan: La carta d'amor escarlata Meitantei Konan: Kara Kurenai no Rabu Retta                                                                           | Pel·lícula                                         | 8 de juny de 2020        | DVD (Alfa Pictures / El mundo deportivo)  |
| 2014                                   | El detectiu Conan: La desaparició d'en Conan Edogawa. Els dos pitjors dies de la història Meitantei Konan: Edogawa Conan Shissō Jiken ~Shijō Saiaku no Futsukakan~ | Especial                                           | 8 de juny de 2020        | DVD (Alfa Pictures / El mundo deportivo)  |
| 2019                                   | L'amor és a l'aigua Kimi to, Nami ni Noretara | Pel·lícula                                         | 18 de setembre de 2020   | VOD (Selecta Visión / Movistar+)          |
| 2019                                   | Promare Puromea | Pel·lícula                                         | 23 d'octubre de 2020     | Cinemes (Selecta Visión)                  |
| 2019                                   | El temps amb tu Tenki no Ko | Pel·lícula                                         | 20 de novembre de 2020   | DVD/BD (Selecta Visión)                   |
| 2019                                   | Human Lost Ningen Shikkaku | Pel·lícula                                         | 27 de novembre de 2020   | VOD (Selecta Visión)                      |
| 2019                                   | Lupin III: The First | Pel·lícula                                         | 29 de gener de 2021      | Cinemes (Selecta Visión)                  |
| 2018                                   | Mazinger Z: Infinity Gekijōban Majingā Zetto / Infiniti | Pel·lícula                                         | 7 d'abril de 2021        | VOD (Selecta Visión / Rakuten)            |
| 2021                                   | El detectiu Conan: La bala escarlata Meitantei Konan Hiiro no Dangan                                                                                               | Pel·lícula                                         | 16 d'abril de 2021       | Cinemes (Alfa Pictures)                   |
| 2020                                   | Els guardians de la nit: El tren infinit Gekijō-ban "Kimetsu no Yaiba" Mugen Ressha-hen                                                                            | Pel·lícula                                         | 23 d'abril de 2021       | Cinemes (Selecta Visión)                  |
| 2019                                   | Her Blue Sky Sora no Aosa o Shiru Hito yo | Pel·lícula                                         | 28 d'abril de 2021       | BD/DVD (Selecta Visión)                   |
| 2018                                   | Penguin Highway: El misteri dels pingüins Penguin Highway | Pel·lícula                                         | 29 de juny de 2021       | BD/DVD (Jonu Media)                       |
| 2020                                   | Earwig i la bruixa Āya to Majo | Pel·lícula                                         | 28 d'agost de 2021       | BD/DVD (Selecta Visión)                   |
| 2020                                   | Josee, el tigre i els peixos Josee to Tora to Sakana-tachi | Pel·lícula                                         | 10 de setembre de 2021   | Cinemes (Selecta Visión)                  |
| 2001                                   | Millennium Actress Sennen Joyū | Pel·lícula                                         | 1 de desembre de 2021    | BD/DVD (Selecta Visión)                   |
| 2011                                   | El turó de les roselles Kokuriko-zaka kara | Pel·lícula                                         | 17 de desembre de 2021   | BD/DVD (Vértigo Films)                    |
| 2020                                   | Buscant la Màgica Doremi Majo Minarai wo Sagashite | Pel·lícula                                         | 14 de gener de 2022      | Cinemes (Selecta Visión)                  |
| 2021                                   | Belle Ryū to Sobakasu no Hime | Pel·lícula                                         | 25 de març de 2022       | Cinemes (A Contracorriente Films)         |
| 2021                                   | El rei cérvol Shika no Ō: Yuna to Yakusoku no Tabi | Pel·lícula                                         | 10 de juny de 2022       | Cinemes (Selecta Visión)                  |
| 2022                                   | El detectiu Conan: La núvia de Halloween Meitantei Conan Halloween no hanayome                                                                                     | Pel·lícula                                         | 8 de juliol de 2022      | Cinemes (Alfa Pictures)                   |
| 2022                                   | Fins aviat, Don Glees! Gubbai, Don Gurīzu! | Pel·lícula                                         | 15 de juliol de 2022     | Cinemes (Selecta Visión)                  |
| 2022                                   | Bola de Drac Super: el Superheroi Doragon Bōru Sūpā Sūpā Hīrō | Pel·lícula                                         | 2 de setembre de 2022    | Cinemes (Crunchyroll)                     |
| 2008-2011                              | Inazuma Eleven Inazuma Irebun | 127/127                                            | 10 d'octubre de 2022     | SX3                                       |
| 2014-2020                              | Haikyu!! Haikyū!! | 85/85 + OVA (5/5)                                  | 10 d'octubre de 2022     | SX3                                       |
| 2019-2022                              | Guardians de la nit Kimetsu no Yaiba | 37/63                                              | 10 d'octubre de 2022     | SX3                                       |
| 2022                                   | One Piece Film: Red Wan Pīsu Firumu Reddo | Pel·lícula                                         | 3 de novembre de 2022    | Cinemes (Selecta Visión)                  |
| 2014-2015                              | Ronja, la filla del bandoler Sanzoku no musume Rōnya | 26/26                                              | 8 de desembre de 2022    | SX3                                       |
| 2018                                   | My Hero Academia: Dos herois Boku no Hīrō Akademia Za Mūbī ～Futari no Hīrō～                                                                                      | Pel·lícula                                         | 8 de desembre de 2022    | SX3                                       |
| 2021                                   | El detectiu Conan: The Scarlet Alibi Meitantei Conan: Hiiro No Fuzai Shoumei                                                                                       | Especial                                           | 11 de desembre de 2022   | SX3                                       |
| 2022                                   | El detectiu Conan: Història d'amor a la comissaria Honchō no Keiji Koi-monogatari Kekkon Zen'ya                                                                    | Especial                                           | 15 de desembre de 2022   | DVD (Alfa Pictures)                       |
| 2017-2021                              | Black Clover Burakku Kurōbā | 51/170                                             | 9 de gener de 2023       | SX3                                       |
| 2021                                   | Evangelion: 3.0+1.0 Thrice Upon a Time Shin Evangerion Gekijōban 𝄇                                                                                                 | Pel·lícula                                         | 23 de gener de 2023      | Cinemes (Selecta Visión)                  |
| 2022                                   | Blue Thermal Burū Sāmaru: Aonagi Daigaku Taiiku-kai Kōkū-bu | Pel·lícula                                         | 17 de març de 2023       | Cinemes (Selecta Visión)                  |
| 2017                                   | Mary i la flor de la bruixa Mary to Majo no Hana | Pel·lícula                                         | 29 de març de 2023       | SX3                                       |
| 2020                                   | Digimon Adventure: L'última evolució Kizuna Dejimon Adobenchā Last Evolution Kizuna                                                                                | Pel·lícula                                         | 30 de març de 2023       | SX3                                       |
| 2021                                   | My Hero Academia: Missió mundial d'herois Boku no Hīrō Akademia Za Mūbī: Wārudo Hīrōzu Misshon                                                                     | Pel·lícula                                         | 30 de març de 2023       | SX3                                       |
| 2019                                   | My Hero Academia: el despertar dels herois Boku no Hīrō Akademia Za Mūbī: Hīrōzu: Raijingu                                                                         | Pel·lícula                                         | 31 de març de 2023       | SX3                                       |
| 2015                                   | Boruto: Naruto, la pel·lícula Boruto Naruto Za Mūbī | Pel·lícula                                         | 31 de març de 2023       | VOD (AnimeBox)                            |
| 2014                                   | Yokai Watch: La pel·lícula Eiga Yōkai Wotchi Tanjō no Himitsu da Nyan!                                                                                             | Pel·lícula                                         | 4 d'abril de 2023        | SX3                                       |
| 2018                                   | Sakura, la caçadora de cartes: les cartes transparents Kādokyaputā Sakura Kuria Kādo-hen                                                                           | 22/22                                              | 18 de maig de 2023       | SX3                                       |
| 2005                                   | Naruto: La llegenda de la pedra de Gelel Gekijō-ban Naruto: Daigekitotsu! Maboroshi no Chiteiiseki Dattebayo                                                       | Pel·lícula                                         | 19 de maig de 2023       | VOD (Amazon Prime Video)                  |
| 1999                                   | Utena, la noia revolucionària. Apocalipsi adolescent Shōjo Kakumei Utena Aduresensu Mokushiroku                                                                    | Pel·lícula                                         | 20 de maig de 2023       | Projecció (Jonu Fest)                     |
| 2004                                   | Naruto: Batalla ninja a la Terra de la Neu! Gekijō-ban Naruto: Daikatsugeki! Yukihime Ninpōchō Dattebayo!!                                                         | Pel·lícula                                         | 24 de maig de 2023       | BD/DVD (Selecta Visión)                   |
| 2011-2014                              | Inazuma Eleven GO Inazuma Irebun GO | 141/141                                            | 23 de juny de 2023       | SX3                                       |
| 2002-2007                              | Naruto | 220/220                                            | 3 de juliol de 2023      | VOD (AnimeBox)                            |
| 2022                                   | The First Slam Dunk THE FIRST SLAM DUNK | Pel·lícula                                         | 7 de juliol de 2023      | Cinemes (Selecta Visión)                  |
| 2006                                   | Naruto: Els Guardians de l'Imperi de la Lluna Creixent Gekijō-ban Naruto: Dai Kōfun! Mikazuki-jima no Animaru Panikku Dattebayo!                                   | Pel·lícula                                         | 7 de juliol de 2023      | VOD (AnimeBox)                            |
| 2007                                   | Naruto Shippuden: La pel·lícula Gekijōban Naruto Shippūden | Pel·lícula                                         | 7 de juliol de 2023      | VOD (AnimeBox)                            |
| 2008                                   | Naruto Shippuden: Vincles Gekijōban Naruto Shippūden: Kizuna | Pel·lícula                                         | 7 de juliol de 2023      | VOD (AnimeBox)                            |
| 2009                                   | Naruto Shippuden: Els Hereus de la Voluntat de Foc Gekijōban Naruto Shippūden Hi no Ishi wo Tsugumono                                                              | Pel·lícula                                         | 7 de juliol de 2023      | VOD (AnimeBox)                            |
| 2010                                   | Naruto Shippuden: La torre perduda Gekijōban Naruto Shippūden: Za Rosuto Tawā                                                                                      | Pel·lícula                                         | 7 de juliol de 2023      | VOD (AnimeBox)                            |
| 2011                                   | Naruto Shippuden: La Presó de sang Gekijō-ban Naruto: Buraddo Purizun                                                                                              | Pel·lícula                                         | 7 de juliol de 2023      | VOD (AnimeBox)                            |
| 2012                                   | El Camí del Ninja: Naruto, la pel·lícula ROAD TO NINJA -NARUTO THE MOVIE-                                                                                          | Pel·lícula                                         | 7 de juliol de 2023      | VOD (AnimeBox)                            |
| 2014                                   | El final: Naruto, la pel·lícula THE LAST -NARUTO THE MOVIE- | Pel·lícula                                         | 7 de juliol de 2023      | VOD (AnimeBox)                            |
| 2019                                   | Hello World Harō Wārudo | Pel·lícula                                         | 14 de juliol de 2023     | VOD (AnimeBox)                            |
| 2019                                   | Seven Days War Bokura no nanoka-kan sensō | Pel·lícula                                         | 14 de juliol de 2023     | VOD (AnimeBox)                            |
| 2023                                   | Detectiu Conan: Black iron submarine Detective Conan: Kurogane no Submarine                                                                                        | Pel·lícula                                         | 28 de juliol del 2023    | Cinemes (Alfa Pictures)                   |
| 1994                                   | Bola de drac Z: El duet perillós! Els superguerrers no dormen Dragon Ball Z Kiken na Futari! Sūpā Senshi wa Nemurenai                                              | Pel·lícula                                         | 29 de setembre de 2023   | BD/DVD (Selecta Visión)                   |
| 1994                                   | Bola de drac Z: La derrota del superguerrer! La victòria serà meva Dragon Ball Z Sūpā Senshi Gekiha!! Katsu no wa Ore da                                           | Pel·lícula                                         | 29 de setembre de 2023   | BD/DVD (Selecta Visión)                   |
| 1995                                   | Bola de Drac Z: La resurrecció de la fusió! En Son Goku i en Vegeta Dragon Ball Z Fukkatsu no Fusion!! Goku to Begīta                                              | Pel·lícula                                         | 29 de setembre de 2023   | BD/DVD (Selecta Visión)                   |
| 1995                                   | Bola de Drac Z: L'explosió del puny del drac! Si en Son Goku no ho fa, qui ho farà? Dragon Ball Z Ryū-Ken Bakuhatsu!! Gokū ga Yaraneba Dare ga Yaru                | Pel·lícula                                         | 29 de setembre de 2023   | BD/DVD (Selecta Visión)                   |
| 2020                                   | Doraemon: el nou dinosaure d'en Nobita Eiga Doraemon: Nobita no Shin Kyōryū                                                                                        | Pel·lícula                                         | 10 de novembre de 2023   | Cinemes (LUK Internacional/Alfa Pictures) |
| 2023                                   | Digimon Adventure 02: The Beginning Dejimon Adobenchā 02 THE BEGINNING                                                                                             | Pel·lícula                                         | 1 de desembre de 2023    | Cinemes (Selecta Visión)                  |
| 2011                                   | Steins;Gate Shutainzu Gēto | 25/25 + OVA (1/1)                                  | 5 de desembre de 2023    | SX3 (Canal Pop-Up)                        |
| 2018                                   | Steins;Gate 0 Shutainzu Gēto Zero | 23/23 + OVA (1/1)                                  | 8 de desembre de 2023    | SX3 (Canal Pop-Up)                        |
| 2023                                   | Detectiu Conan: Black Iron Mystery Train Meitantei Conan: Haibara Ai Monogatari ~Kurogane no Misuterī Torein~                                                      | Especial                                           | 15 de desembre de 2023   | DVD (Alfa Pictures)                       |
| 2013                                   | Steins;Gate: l'àrea de càrrega del déjà-vu Shutainzu Gēto: Fuka Ryōiki no Dejavu                                                                                   | Pel·lícula                                         | 14 de gener de 2024      | SX3                                       |
| 2023                                   | Blue Giant Burū Jaianto | Pel·lícula                                         | 8 de març de 2024        | Cinemes (Selecta Visión)                  |
| 2015-2016                              | Assassination Classroom Ansatsu Kyōshitsu | 49/49                                              | 20 de març de 2024       | VOD (AnimeBox)                            |
| 2012-2015                              | Kuroko i el bàsquet Kuroko no basuke | 75/75 + 3 OVA                                      | 26 d'abril de 2024       | SX3                                       |
| 2024                                   | Haikyu!! Batalla als contenidors Gekijōban Haikyu!! Gomi Suteba no Kessen                                                                                          | Pel·lícula                                         | 31 de maig de 2024       | Cinemes (Sony)                            |
| 2015-2022                              | Overlord Ōbārōdo | 26/52                                              | 13 de juny de 2024       | VOD (AnimeBox)                            |
| 1994                                   | Pompoko Heisei Tanuki Gassen Ponpoko | Pel·lícula                                         | 25 de juny de 2024       | BD (Vértigo Films)                        |
| 2024                                   | Detectiu Conan: The Million Dollar Pentagram Meitantei Conan: Hyaku Man Doru no Michishirube                                                                       | Pel·lícula                                         | 28 de juny de 2024       | Cinemes (Alfa Pictures)                   |
| 2013                                   | El vent s'aixeca Kaze Tachinu | Pel·lícula                                         | 6 de juliol de 2024      | SX3                                       |
| 2014                                   | El record de la Marnie Omoide no Marnie | Pel·lícula                                         | 6 de juliol de 2024      | SX3                                       |
| 2022                                   | El túnel dels desitjos Natsu e no Tonneru, Sayonara no Deguchi | Pel·lícula                                         | 9 de juliol de 2024      | VOD (Jonu Play)                           |
| 2022                                   | Quan trenca l'alba Bokura no Yoake | Pel·lícula                                         | 9 de juliol de 2024      | VOD (Jonu Play)                           |
| 1997                                   | La princesa Mononoke Mononoke Hime | Pel·lícula                                         | 3 d'agost de 2024        | SX3                                       |
| 2023                                   | El noi i l'ocell Kimi-tachi wa Dō Ikiru ka | Pel·lícula                                         | 7 d'agost de 2024        | VOD (Movistar+)                           |
| 2014-2015                              | Yona, la princesa de l'alba Akatsuki no Yona | 24/24                                              | 9 de setembre de 2024    | SX3                                       |
| 2024                                   | My Hero Academia: You're Next Boku no Hīrō Akademia za Mūbī: Yuā Nekusuto                                                                                          | Pel·lícula                                         | 11 d'octubre de 2024     | Cinemes (Crunchyroll)                     |
| 2023                                   | Shin Chan: El Superheroi Shin Jigen! Crayon Shin-chan the Movie: Chounouryoku Daikessen - Tobe Tobe Temakizushi                                                    | Pel·lícula                                         | 18 d'octubre de 2024     | Cinemes (Alfa Pictures)                   |
| 2014-2015                              | La teva mentida a l'abril Shigatsu wa kimi no uso | 22/22                                              | 23 de desembre de 2024   | SX3                                       |
| 1974                                   | Heidi Arupusu no Shōjo Haiji | 52/52                                              | 23 de desembre de 2024   | betevé                                    |
| 2024                                   | Overlord: el regne sagrat Overlord: Sei Oukoku-hen | Pel·lícula                                         | 10 de gener de 2025      | Cinemes (Selecta Visión)                  |
| 2022                                   | El Castell a través del Mirall Kagami no Kojō | Pel·lícula                                         | 10 de gener de 2025      | VOD (AnimeBox)                            |
| 2024                                   | El teu color Kimi no iro | Pel·lícula                                         | 21 de febrer de 2025     | Cinemes (Selecta Visión)                  |
| 1995                                   | Memories Memorīzu | Pel·lícula                                         | 28 de març de 2025       | VOD (AnimeBox)                            |
| 2024                                   | El detectiu Conan vs. Kaito Kid Meitantei Conan vs. Kaitō Kid | Especial                                           | 4 d'abril de 2025        | DVD (Alfa Pictures)                       |
| 2009-2010                              | Fullmetal Alchemist: Brotherhood Hagane no Renkinjutsushi FULLMETAL ALCHEMIST                                                                                      | 64/64                                              | 29 d'abril de 2025       | VOD (AnimeBox)                            |
| 2024                                   | Anzu, gat fantasma Bakeneko Anzu-chan | Pel·lícula                                         | 9 de maig de 2025        | Cinemes (Selecta Visión)                  |
| 1979                                   | L'Anne de Teules Verdes Akage no An | 50/50                                              | 19 de maig de 2025       | Filmin                                    |
| 2007-2017                              | Naruto Shippuden Naruto Shippuuden | 32/500                                             | 20 de maig de 2025       | VOD (AnimeBox)                            |
| 2015-2018                              | Bola de Drac Súper Doragon Bōru Sūpā | 46/131                                             | 6 de juny de 2025        | SX3                                       |
| 2025                                   | Detectiu Conan: One-eyed Flashback Meitantei Conan: Sekigan no Furasshubakku                                                                                       | Pel·lícula                                         | 4 de juliol de 2025      | Cinemes (Alfa Pictures)                   |
| 2025                                   | Guardians de la nit: Kimetsu no Yaiba - La fortalesa infinita Gekijō-ban Kimetsu no Yaiba: Mugen-jō-hen                                                            | Pel·lícula                                         | 12 de setembre de 2025   | Cinemes (Crunchyroll)                     |
| Animes anunciats sense data confirmada | |                                                    |                          |                                           |
| 2021                                   | Edens Zero EDENS ZERO | 25/50                                              |                          | VOD (Jonu Play)                           |

## Versió original subtitulada en varietat central
Aquesta secció conté els animes que han estat únicament subtitulats al català central o que no van rebre versió doblada simultàniament.
| Any emissió original            | Títol en català Títol en japonès                                                                          | Episodis subtitulats / Episodis totals | Data d'estrena en català | Canal d'estrena en català    |
| ------------------------------- | --- | -------------------------------------- | ------------------------ | ---------------------------- |
| 2005-2006                       | Eureka Seven Kōkyōshihen Eureka Sebun                                                                     | 50/50                                  | 8 d'abril de 2011        | Canal 3xl                    |
| 2013                            | El vent s'aixeca Kaze Tachinu                                                                             | Pel·lícula                             | 27 d'abril de 2014       | Cinemes (Vértigo films)      |
| 2011                            | La princesa i el pilot To Aru Hikūshi e no Tsuioku                                                        | Pel·lícula                             | 11 d'abril de 2018       | BD/DVD (Monte Anime)         |
| 2018                            | Cells at work! Hataraku Saibō                                                                             | 13/13                                  | Octubre 2019             | DVD/BD/VOD (Coalise Estudio) |
| 2018                            | Hello Kitty i els seus amics: Aprenem plegats! Hello Kitty Let's Learn Together                           | 21/21                                  | 4 d'abril de 2020        | VOD (Coalise Estudio)        |
| 2014                            | Atelier Escha & Logy: Els alquimistes del cel Escha & Logy no Atelier: Tasogare no Sora no Renkinjutsushi | 12/12                                  | 4 de desembre de 2020    | DVD/BD/VOD (Coalise Estudio) |
| 2020                            | Nana sense talent Munō na Nana                                                                            | 13/13                                  | 26 de maig de 2021       | VOD (Jonu Play)              |
| 2021                            | Crònica de la restauració d'un regne Genjitsushugi Yūsha no Ōkoku Saikenki                                | 26/26                                  | 16 de febrer de 2022     | VOD (Jonu Play)              |
| 2021                            | Sing a Bit of Harmony Ai no Utagoe wo Kikasete                                                            | Pel·lícula                             | 17 de juny de 2023       | VOD (Movistar+)              |
| 2023                            | Akuma-kun                                                                                                 | 12/12                                  | 9 de novembre de 2023    | VOD (Netflix)                |
| 2024                            | La meva estimada oni Suki demo Kirai na Amanojaku                                                         | Pel·lícula                             | 24 de maig de 2024       | VOD (Netflix)                |
| 2014                            | Terror a Tòquio Zankyō no Teroru                                                                          | 12/12                                  | Juny de 2024             | VOD (Jonu Play)              |
| 2024                            | Baki Hanma VS. Kengan Ashura                                                                              | 12/12                                  | 6 de juny de 2024        | VOD (Netflix)                |
| 2024                            | The Imaginary Yaneura no Rajā                                                                             | Pel·lícula                             | 5 de juliol de 2024      | VOD (Netflix)                |
| 2024                            | 2.5 Seducció Dimensional Nitengo-jigen no Ririsa                                                          | 24/24                                  | 5 de juliol de 2024      | VOD (Jonu Play)              |
| 2009                            | Terratrèmol a Tòquio 8.0 Tokyo Magnitude 8.0                                                              | 11/11                                  | 7 de juliol de 2024      | VOD (Jonu Play)              |
| 2024                            | Terminator Zero                                                                                           | 8/8                                    | 29 d'agost de 2024       | VOD (Netflix)                |
| 2024                            | Ranma ½ (2024)                                                                                            | 12/12                                  | 6 d'octubre de 2024      | VOD (Netflix)                |
| 2025                            | La rosa de Versalles Berusaiyu no Bara                                                                    | Pel·lícula                             | 30 d'abril de 2025       | VOD (Netflix)                |
| 2025                            | L'estiu en què el Hikaru va morir Hikaru ga shinda natsu                                                  |                                        | juliol de 2025           | VOD (Netflix)                |
| Anunciats sense data confirmada | |                                        |                          |                              |
| 2021                            | Pompo, la màgia del cinema Eiga Daisuki Ponpo-san                                                         | Pel·lícula                             | 31 de juliol de 2025     | BD/DVD (Jonu Media)          |
| 2024                            | Shaman King: Flowers Shāman Kingu Furawāzu                                                                | 13/13                                  |                          | VOD (Jonu Play)              |

## Doblat en varietat valenciana
Aquesta secció conté els animes que han estat doblats al valencià; els animes que van rebre simultàniament subtítols no apareixen en la secció pròpia, sinó que compten com a un en aquesta secció.
| Any emissió original           | Títol en valencià Títol en japonès                                                                                           | Episodis doblats / Episodis totals | Data d'estrena en valencià | Canal d'estrena en valencià |
| ------------------------------ | --- | ---------------------------------- | -------------------------- | --------------------------- |
| 1986-1987                      | L'aldea de l'auró Maple Town Monogatari                                                                                      | 26/52                              | 18 d'octubre de 1988       | TVE Circuit valencià (La 2) |
| 1986                           | Els guardians de la galàxia The Adventures of the Galaxy Rangers (coop USA-JP)                                               | 65/65                              | 30 de novembre de 1989     | Canal 9                     |
| 1967                           | Els Monkeys Goku no daibouken                                                                                                | 39/39                              | 23 de desembre de 1989     | Canal 9                     |
| 1971-1972                      | Oum, el dofí blanc Iruka to Shônen                                                                                           | 26/26                              | 2 de març de 1990          | Canal 9                     |
| 1975-1977                      | Goldorak UFO Robot Grendizer                                                                                                 | 74/74                              | 17 de setembre de 1990     | Canal 9                     |
| 1973                           | Les aventures del bosc verd Yama Nezumi Rokkī Chakku                                                                         | 52/52                              | 1 de desembre de 1990      | Canal 9                     |
| 1977                           | Voltus 5 Chōdenji Machine Voltes V                                                                                           | Pel·lícula/40                      | 5 de gener de 1991         | Canal 9                     |
| 1986-1989                      | La bola del drac Dragon Ball                                                                                                 | 153/153                            | 2 de març de 1991          | A la babalà (Canal 9)       |
| 1983-1986                      | Musculman Kinnikuman | 137/137                            | 9 d'octubre de 1991        | A la babalà (Canal 9)       |
| 1989-1996                      | La bola del drac Z Dragon Ball Z                                                                                             | 213 (emesos) 232 (doblats)/291     | 20 de novembre de 1991     | A la babalà (Canal 9)       |
| 1978-1979                      | El principet Hochi no Ôjisama Petit Prince                                                                                   | 39/39                              | 25 de desembre de 1991     | A la babalà (Canal 9)       |
| 1968                           | Contes d'Andersen Andersen Monogatari                                                                                        | Pel·lícula                         | 29 de desembre de 1991     | A la babalà (Canal 9)       |
| 1984-1985                      | Voltron, el defensor de l'univers Voltron: Defender of the Universe (Hyakujūō Goraion // Kikō Kantai Dairagā Fifutīn)        | 124/124 (52//52)                   | 3 de març de 1992          | A la babalà (Canal 9)       |
| 1963-1975                      | Calimero Karimero | 47/47                              | 14 de març de 1992         | A la babalà (Canal 9)       |
| 1981-1982                      | Ulises 31 Uchū Densetsu Yurishīzu Sātīwan                                                                                    | 26/26                              | 4 de maig de 1992          | A la babalà (Canal 9)       |
| 1991-1992                      | Horry O-bake no Holly | 200/200                            | 23 de novembre de 1992     | A la babalà (Canal 9)       |
| 1987                           | Goku i Bulma en el Castell del dimoni Dragon Ball: Majin-Jō No Nemuri Hime                                                   | Pel·lícula                         | 19 de març de 1993         | Canal 9                     |
| 1981-1986                      | El doctor Slump Dokutā Suranpu                                                                                               | 243/243                            | 5 d'abril de 1993          | A la babalà (Canal 9)       |
| 1991-1992                      | Les fantàstiques aventures de Fly Dragon Quest                                                                               | 46/46                              | 3 de maig de 1993          | A la babalà (Canal 9)       |
| 1989-1990                      | Granzort, el rei de la màgia Madō Kingu Guranzōto                                                                            | 41 episodis i 5 OVAs/41            | 29 de juny de 1993         | A la babalà (Canal 9)       |
| 1991                           | Reportera intrèpida Reporter Blues                                                                                           | 52/52                              | 20 de juliol de 1993       | A la babalà (Canal 9)       |
| 1984-1985                      | Sherlock Holmes Meitantei Hōmuzu                                                                                             | 26/26                              | 25 de juliol de 1993       | A la babalà (Canal 9)       |
| 1982                           | Aus de l'espai Tōshō Daimos                                                                                                  | Pel·lícula                         | 25 de setembre de 1993     | A la babalà (Canal 9)       |
| 1990                           | Son Goku: L'home més fort del món Dragon Ball Z: Kono yo de Ichiban Tsuyoi Yatsu                                             | Pel·lícula                         | 9 d'octubre de 1993        | Canal 9                     |
| 1992                           | El poder dels súper guerrers Dragon Ball Z: Gekitotsu!! Hyaku-Oku Pawā no Senshi-tachi                                       | Pel·lícula                         | 12 d'octubre de 1993       | Canal 9                     |
| 1967                           | Jack i la bruixa Shōnen Jakku to Mahōtsukai                                                                                  | Pel·lícula                         | 23 d'octubre de 1993       | Canal 9                     |
| 1969                           | El barco fantasma Soratobu Yūreisen                                                                                          | Pel·lícula                         | 31 d'octubre de 1993       | Canal 9                     |
| 1962                           | Aventures de Simbad Sindbad no Bouken                                                                                        | Pel·lícula                         | 7 de novembre de 1993      | Canal 9                     |
| 1991                           | Son Goku, el súper guerrer Dragon Ball Z: Sūpā Saiya-jin da Son Gokū                                                         | Pel·lícula                         | 13 de novembre de 1993     | Canal 9                     |
| 1971                           | Alí Babà i els 40 lladres Ari Baba to Yonjuppiki no Tozoku                                                                   | Pel·lícula                         | 13 de novembre de 1993     | Canal 9                     |
| 1970                           | 30.000 llegües baix el mar Kaitei Sanman Mile                                                                                | Pel·lícula                         | 14 de novembre de 1993     | Canal 9                     |
| 1988                           | Les set boles del drac Dragon Ball: Makafushigi Dai-Bōken                                                                    | Pel·lícula                         | 20 de novembre de 1993     | Canal 9                     |
| 1980                           | El xiquet de l'espai Hi no tori 2772: Ai no kosumozon                                                                        | Pel·lícula                         | 28 de novembre de 1993     | Canal 9                     |
| 1989                           | El Segrest de Son Gohan Dragon Ball Z: Ora no Gohan o Kaese!!                                                                | Pel·lícula                         | Tardor 1993                | Canal 9                     |
| 1990                           | Superbatalla en el món Dragon Ball Z: Chikyū Marugoto Chōkessen                                                              | Pel·lícula                         | Tardor 1993                | Canal 9                     |
| 1986                           | Batejadors: L’as dels pítxers Touch: Sebango No Nai Ace                                                                      | Pel·lícula                         | 5 de desembre de 1993      | Canal 9                     |
| 1970                           | Sense família Chibikko Remi to Meiken Kapi                                                                                   | Pel·lícula                         | 6 de desembre de 1993      | Canal 9                     |
| 1979-2005 i 2005-              | Doraemon, el gat còsmic Doraemon                                                                                             | Almenys 820/1787 i 730+            | 15 d'abril de 1994         | A la babalà (Canal 9)       |
| 1986                           | La llegenda del drac diví Dragon Ball: Shenron no Densetsu                                                                   | Pel·lícula                         | 2 de juny de 1994          | A la babalà (Canal 9)       |
| 1991                           | El rival més fort de Son Goku Dragon Ball Z: Tobikkiri no Saikyō tai Saikyō                                                  | Pel·lícula                         | 8 de juny de 1994          | A la babalà (Canal 9)       |
| 1982                           | Dos anys de vacances Jugo shonen hyoryuki                                                                                    | Pel·lícula                         | 8 d'octubre de 1994        | Canal 9                     |
| 1981-1987                      | Hattori, el ninja Ninja Hattori-kun                                                                                          | Almenys 180/694                    | 25 d'octubre de 1994       | A la babalà (Canal 9)       |
| 1987                           | El teatre dels contes de Hello Kitty Hello Kitty's Furry Tale Theater                                                        | 13/13                              | 24 de desembre de 1994     | A la babalà (Canal 9)       |
| 1969                           | Judo Boy Kurenai Sanshirō | 26/26                              | 26 de juny de 1995         | A la babalà (Canal 9)       |
| 1994-1995                      | Els mundials de futbol Soccer Fever                                                                                          | 52/52                              | 24 de juliol de 1995       | A la babalà (Canal 9)       |
| 1967-1968                      | Meteor Mahha GōGōGō | 52/52                              | 26 de juliol de 1995       | A la babalà (Canal 9)       |
| 1993                           | La guerra del foc Dragon Ball Z: Moetsukiro!! Nessen Ressen Chō-Gekisen                                                      | Pel·lícula                         | 8 de setembre de 1995      | A la babalà (Canal 9)       |
| 1992                           | La batalla dels tres súper guerrers Dragon Ball Z: Kyokugen Batoru!! San Dai Sūpā Saiya-jin                                  | Pel·lícula                         | 9 de setembre de 1995      | Canal 9                     |
| 1993                           | Son Gohan, el Superguerrer de la galàxia Dragon Ball Z: Ginga Giri-Giri!! Butchigiri no Sugoi Yatsu                          | Pel·lícula                         | 10 de setembre de 1995     | Canal 9                     |
| 1993                           | Gohan i Trunks, l'única alternativa als Ciborgs Dragon Ball Z: Zetsubō e no Hankō!! Nokosareta Chō-Senshi•Gohan to Torankusu | Especial                           | 16 de setembre de 1995     | Canal 9                     |
| 1990                           | El pare de Son Goku Dragon Ball Z: Tatta Hitori no Saishū Kessen ~Furīza ni Idonda Zetto-senshi Son Gokū no Chichi~          | Especial                           | 17 de setembre de 1995     | Canal 9                     |
| 1972-1974                      | Força G Gatchaman | 105/105                            | 15 d'octubre de 1996       | A la babalà (Canal 9)       |
| 1989-1992                      | Ginger, cinturó negre Yawara! A Fashionable Judo Girl!                                                                       | 124/124                            | 6 de novembre de 1996      | Babalà (Canal 9)            |
| 1988-1989                      | Dommel Don-don Domeru to Ron                                                                                                 | 52/52                              | 26 de maig de 1997         | Babalà (Canal 9)            |
| 1980-1981                      | Corre, Bum, Bum, corre Hoero! Bun Bun                                                                                        | 39/39                              | 5 de gener de 1998         | Babalà (Canal 9)            |
| 1995                           | Street fighter Sutorīto Faitā Tsū Bui                                                                                        | 29/29                              | 12 de setembre de 1998     | Babalà (Canal 9)            |
| 1994-1995                      | Megaman Mega Man | 27/27                              | 27 de maig de 1999         | Babalà (Canal 9)            |
| 1985-1986                      | Els robots ninja Ninja Senshi Tobikage                                                                                       | 43/43                              | 22 de juny de 1999         | Babalà (Canal 9)            |
| 1993-1994                      | El paradís de Muka Muka Muka Paradise                                                                                        | 51/51                              | 23 de gener de 2001        | Babalà (Punt 2)             |
| 1994-1995                      | Montana Jones Montana Jonzu                                                                                                  | 52/52                              | 28 de gener de 2001        | Babalà (Canal 9)            |
| 1992-Actualitat                | Shin-chan Kureyon Shin-chan                                                                                                  | 262/1000+                          | 27 d'agost de 2001         | Babalà (Punt 2)             |
| 1992-1993                      | Calimero i els seus amics Karimero                                                                                           | 52/52                              | 9 de setembre de 2001      | Babalà (Punt 2)             |
| 1974                           | Heidi Arupusu no Shōjo Haiji                                                                                                 | 52/52                              | 22 de febrer de 2003       | Babalà (Canal 9)            |
| 1991-1993                      | Rocket Kidz: l'invencible Raijin Zettai Muteki Raijin-Oh                                                                     | 51/51 + 4 OVAs                     | 10 d'abril de 2003         | Babalà (Punt 2)             |
| 1976                           | Marco Haha wo tazunete sanzenri                                                                                              | 52/52                              | 17 d'abril de 2003         | Babalà (Canal 9)            |
| 1992-1993                      | Rocket Kidz: Els herois de la ciutat Genki Bakuhatsu Ganbaruger                                                              | 47/47                              | 20 de juny de 2003         | Babalà (Punt 2)             |
| 1993-1994                      | Rocket Kidz: Els increïbles Dinorobots Nekketsu Saikyō Go-Saurer                                                             | 51/51                              | 19 d'agost de 2003         | Babalà (Punt 2)             |
| 1999-2003                      | La màgica DoReMi Ojamajo Doremi / Ojamajo Doremi # / Mōtto! Ojamajo Doremi / Ojamajo Doremi Dokka~n!                         | 201/51, 49, 50 i 51                | 20 de setembre de 2003     | Babalà (Canal 9)            |
| 1965-1966                      | Kimba, el lleó blanc Janguru Taitei                                                                                          | 52/52                              | 18 de setembre de 2004     | Babalà (Canal 9)            |
| 1998                           | Doraemon i els pirates del mar del sud Doraemon Nobita no Nankai Daibōken                                                    | Pel·lícula                         | 2 de gener de 2005         | Sessió matinal (Canal 9)    |
| 1999-2000                      | Corrector Yui | 52/52                              | 17 de gener de 2005        | Babalà (Punt 2)             |
| 1996-1997                      | Gon, el cavernícola Hajime Ningen Gon                                                                                        | 39/39                              | 31 de gener de 2005        | Babalà (Punt 2)             |
| 1992                           | Ginger: Ànims joves judoques! Yawara! Soreyuke koshinuke kids!                                                               | Pel·lícula                         | 2005-2007                  | Babalà (Punt 2)             |
| 1974-1975                      | Vicky el víking Chiisana Viking Bikke                                                                                        | 78/78                              | 11 de maig de 2005         | Babalà (Punt 2)             |
| 1975-1976                      | L’abella Maia Mitsubachi Māya no bōken                                                                                       | 52/52                              | 4 de juliol de 2005        | Babalà (Punt 2)             |
| 1988-1989 // 1999-2000 // 1990 | Coses de grillats Osomatsu-kun // Rerere no Tensai Bakabon // Heisei Genius Bakabon                                          | 156/88, 24 i 46                    | 10 de gener de 2006        | Babalà (Punt 2)             |
| 2001-2002                      | Nono-chan | 61/61                              | 31 de gener de 2006        | Babalà (Punt 2)             |
| 1996-2004                      | Kochikame Kochira Katsushika-ku Kameari Kōen Mae Hashutsujo                                                                  | Desconegut/373                     | 18 de febrer de 2006       | Babalà festa (Canal 9)      |
| 1998-1999                      | El secret d'Akochan Himitsu no Akko-chan                                                                                     | 44/44                              | 7 de juny de 2006          | Babalà (Punt 2)             |
| 1996                           | Doraemon i el tren del temps Doraemon Nobita to Ginga Ekusupuresu                                                            | Pel·lícula                         | 4t trimestre de 2006       | Babalà (Punt 2)             |
| 1998-2000                      | Sakura, la caçadora de cartes Cardcaptor Sakura                                                                              | 70/70                              | 2 de desembre de 2006      | Babalà (Punt 2)             |
| 1993-1996                      | Slam Dunk | 101/101                            | 2 de desembre de 2006      | Babalà (Punt 2)             |
| 1999-Actualitat                | One Piece | 195/930+                           | 5 de gener de 2007         | Control (Punt 2)            |
| 2004                           | Paranoia Agent Mōsō Dairinin                                                                                                 | 13/13                              | 13 de gener de 2007        | Punt 2                      |
| 1994-1995                      | ADN 2 D.N.A² Dokokade nakushita aitsu no aitsu～                                                                             | 12 + 3 OVAs                        | 26 de maig de 2007         | Punt 2                      |
| 1988-1996                      | Kiteretsu Kiteretsu Daihyakka                                                                                                | 331/331                            | 17 d'agost de 2007         | Babalà (Punt 2)             |
| 2004-2011                      | Sergent Keroro Keroro Gunsō                                                                                                  | 256/358                            | 26 d'octubre de 2007       | Canal 9                     |
| 2002-2003                      | Get Backers Gettobakkāzu Dakkan'ya                                                                                           | 49/49                              | 10 de maig de 2008         | Punt 2                      |
| 2002-2003                      | Els dotze regnes Jūni Kokuki                                                                                                 | 45/45                              | 12 de maig de 2008         | Babalà (Punt 2)             |
| 2004-2005                      | School Rumble | 26/26                              | 8 de juliol de 2008        | Babalà (Punt 2)             |
| 1997-2002                      | Pokémon Pokemon | 261/276                            | 27 d'octubre de 2008       | Babalà (Punt 2)             |
| 1985                           | El príncep del país de les neus Yukiguni no Ōjisama                                                                          | Pel·lícula                         | 14 de març de 2009         | Babalà (Punt 2)             |
| 2003                           | Doraemon i els déus del vent Doraemon Nobita to Fushigi Kazetsukai                                                           | Pel·lícula                         | 13 d'abril de 2009         | Babaclub (Punt 2)           |
| 1993-Actualitat                | Rantaro, el xiquet ninja Nintama Rantaro                                                                                     | Desconegut/1800+                   | 15 d'abril de 2009         | Babaclub (Punt 2)           |
| 2002-2003                      | Megaman NT Warrior Axess Rockman.EXE                                                                                         | 56/56                              | 2 de juny de 2009          | Babaclub (Punt 2)           |
| 2004-2005                      | Viewtiful Joe | 51/51                              | 5 de juliol de 2009        | Babaclub (Canal 9)          |
| 1999-2001                      | Hanamaru Guru Guru Town Hanamaru-kun                                                                                         | 101/101                            | 15 de setembre de 2009     | Babaclub (Punt 2)           |
| 2005-2006                      | La llei d'Ueki Ueki no hōsoku                                                                                                | 51/51                              | 21 de setembre de 2009     | Babaclub (Punt 2)           |
| 1991-1992                      | Minky Momo Mahō no Purinsesu Minkī Momo Yume wo Dakishimete                                                                  | 62/62+3                            | 21 de setembre de 2009     | Babaclub (Punt 2)           |
| 2007-2008                      | Blue Dragon BLUE DRAGON | 51/51                              | 24 d'octubre de 2009       | Babaclub (Canal 9)          |
| 1983-1984                      | Kabamaru Iga no Kabamaru | 24/24                              | 8 d'abril de 2010          | Babaclub (Punt 2)           |
| 2008-2009                      | Blue Dragon BLUE DRAGON Tenkai no Shichi Ryuu                                                                                | 51/51                              | 18 d'abril de 2010         | Babaclub (Canal 9)          |
| 1996-Actualitat                | Detectiu Conan Meitantei Conan                                                                                               | 456/1000+                          | 4 de maig de 2010          | Babaclub (Punt 2)           |
| 2007-2008                      | Hello Kitty Hello Kitty: Ringo no Mori to Parareru Taun                                                                      | 27/27                              | 19 de maig de 2010         | DVD (Selecta Visión)        |
| 2008                           | Sugarbunnies chocolate Sugarbunnies: Chocolat!                                                                               | 27/27                              | 19 de maig de 2010         | DVD (Selecta Visión)        |
| 2005-2006                      | Idaten Jump | Desconegut/52                      | Febrer 2011                | Babaclub (Canal Nou 2)      |
| 2007-2008                      | Valerian i Laureline Varerian ando Rōrurinnu                                                                                 | 40/40                              | 21 de febrer de 2011       | Babaclub (Canal Nou 2)      |
| 2003-2005                      | Croket Korokke! | Desconegut/104                     | 1r trimestre de 2011       | Babaclub (Canal Nou 2)      |
| 1988                           | Akira | Pel·lícula                         | 29 de març de 2011         | DVD/BD (Selecta visión)     |
| 2006-2007                      | Megaman Star Force Ryūsei no Rokkuman                                                                                        | 55/55                              | 21 d'abril de 2011         | Babaclub (Canal 9)          |
| 2005-2006                      | Mushiking: els guardians del bosc Kouchuu Ouja Mushiking ~Mori no Tami no Densetsu~                                          | Desconegut/52                      | Febrer-Maig 2011           | Babaclub (Canal Nou 2)      |
| 2002                           | Musculman: la nova generació Kinnikuman Nisei                                                                                | 77/77                              | 18 de maig de 2011         | Babaclub (Canal Nou 2)      |
| 1971-2016                      | Lupin Tercer Rupan sansei | 228/254                            | 23 de maig de 2011         | Babaclub (Canal Nou 2)      |
| 1987-1989                      | Mr. Ajikko, el rei del Sushi Mister Ajikko                                                                                   | 99/99                              | 1a meitat de 2011          | Babaclub (Canal Nou 2)      |
| 2009                           | L'illa dels records i l'espill màgic Hottarake no shima: Haruka to mahô no kagami                                            | Pel·lícula                         | 31 de gener de 2012        | DVD (Selecta Visión)        |
| 2000-2006                      | Hamtaro Tottoko Hamutarō | Almenys 146/296                    | 8 de gener de 2013         | Babaclub (RTVV)             |
| 2002-2003                      | Heat Guy Hīto Gai Jei | 26/26                              | 2 de maig de 2013          | Canal Nou 2                 |
| 2013                           | Bola de Drac Z: La batalla dels déus Doragon Bōru Zetto: Kami to Kami                                                        | Pel·lícula                         | 7 d'octubre de 2015        | Projecció (Selecta Visión)  |
| 2015                           | El xiquet i la bèstia Bakemono no Ko                                                                                         | Pel·lícula                         | 6 de gener de 2023         | À punt                      |

## Versió original subtitulada en varietat valenciana
Aquesta secció conté els animes que han estat únicament subtitulats al valencià o que no van rebre versió doblada simultàniament.
| Any emissió original | Títol en català Títol en japonès                   | Episodis subtitulats / Episodis totals | Data d'estrena en valencià | Canal d'estrena en valencià |
| -------------------- | -------------------------------------------------- | -------------------------------------- | -------------------------- | --------------------------- |
| 2011                 | La princesa i el pilot To Aru Hikūshi e no Tsuioku | Pel·lícula                             | 11 d'abril de 2018         | BD/DVD (Monte Anime)        |
| 2018                 | Cells at work! Hataraku Saibō                      | 13/13                                  | 6 de juny de 2020          | VOD (Coalise Estudio)       |

## Doblat en varietat balear
Aquesta secció conté els animes que han estat doblats al català balear.
| Any emissió original | Títol en balear Títol en japonès                                                                     | Episodis doblats / Episodis totals | Data d'estrena en balear | Canal d'estrena en balear |
| -------------------- | --- | ---------------------------------- | ------------------------ | ------------------------- |
| 1993-Actualitat      | Rantaro, l’al·lot ninja Nintama Rantaro                                                              | Desconegut/1800+                   | 5 de setembre de 2005    | Mira sa tele (IB3)        |
| 1999-2000            | Corrector Yui                                                                                        | 52/52                              | 5 de setembre de 2005    | Mira sa tele (IB3)        |
| 1979-2005 i 2005-    | Doraemon, es moix còsmic Doraemon                                                                    | Almenys 42/1787                    | 5 de setembre de 2005    | Mira sa tele (IB3)        |
| 1975-1976            | L'abella Maia Mitsubachi Māya no bōken                                                               | 52/52                              | 25 de setembre de 2005   | Mira sa tele (IB3)        |
| 1974-1975            | Vicky el viking Chiisana Viking Bikke                                                                | 78/78                              | 16 de febrer de 2006     | Mira sa tele (IB3)        |
| 1974                 | Heidi Arupusu no Shōjo Haiji                                                                         | 52/52                              | 6 de juny de 2006        | Mira sa tele (IB3)        |
| 1996-2004            | Kochikame Kochira Katsushika-ku Kameari Kōen Mae Hashutsujo                                          | Desconegut/373                     | 9 de desembre de 2006    | IB3                       |
| 2002-2003            | Megaman Rockman.EXE                                                                                  | 56/56                              | 6 de juny de 2007        | Mira sa tele (IB3)        |
| 1996-Actualitat      | El detectiu Conan Meitantei Conan                                                                    | 50/1000+                           | 15 de juliol de 2007     | Mira sa tele (IB3)        |
| 2004-2011            | Sergent Keroro Keroro Gunsō                                                                          | Desconegut/358                     | 24 de setembre de 2007   | Mira sa tele (IB3)        |
| 2002-2005            | Mirmo Mirumo de Pon!                                                                                 | Desconegut/172                     | 24 de setembre de 2007   | Mira sa tele (IB3)        |
| 2003-2005            | Bobo-bo Bobobo-bo Bo-bobo                                                                            | 76/76                              | 2 de febrer de 2008      | El món d’en Guai (IB3)    |
| 2002-2011            | Duel Masters Duel Masters                                                                            | Desconegut/265                     | 25 de març de 2008       | El món d’en Guai (IB3)    |
| 1999-2003            | La màgica DoReMi Ojamajo Doremi / Ojamajo Doremi # / Mōtto! Ojamajo Doremi / Ojamajo Doremi Dokka~n! | Desconegut/51, 49, 50 i 51         | 26 d'octubre de 2008     | El món d’en Guai (IB3)    |
| 2020                 | Amb un gos i un gat, riuràs encantat Inu to Neko Docchimo Katteru to Mainichi Tanoshī                | Anime (24/24)                      | 30 de setembre de 2022   | VOD (Coalise Estudio)     |

### Font principal
- «Llistat cronològic d'anime emès en català». Animelliure, 12-01-2014.

### Hemeroteques i llistats
- «Premsa digitalitzada». Hemeroteca de l'Ajuntament de Girona.
- «Arxiu Històric d'Eivissa i Formentera (AHEiF) - Hemeroteca».
- «Hemeroteca Digital» (en castellà). Biblioteca Nacional de España.
- «Todas las ediciones impresas de Valencia» (en castellà). 20 minutos.
- «Todas las ediciones impresas de Alicante» (en castellà). 20 minutos.
- «Anime emès per televisió en català». Catsub, 27-01-2006.
- «Sèries d'animació». Ficció en valencià, 01-05-2016. Arxivat de l'original el 2 de desembre de 2019.
- Tur Viñes, Victoria. «Calidad de los contenidos audiovisuales infantiles (CALCONINF)» (en castellà). Informe 2006 Programación televisiva infantil.   Universidad de Alicante, 2007.
- «Companies» (en anglès). Anime News Network.
- «Cançons». Amiboshi.cat.
- «Programación de PUNT 2 para mañana viernes (Sustituye a la anterior)» (en castellà). Siglo XXI. Diario digital independiente, plural y abierto., 19-11-2009.

### Articles
- «Todo sobre las nuevas televisiones autonómicas» (en castellà). vertele, 23-03-2006.
- «IB3 presenta su programación de verano» (en castellà). Fórmula TV, 22-06-2007.
- «Series de anime en IB3» (en castellà). infotaku, 17-10-2007. Arxivat de l'original el 5 de febrer de 2012.
- «El mono Guai se estrena como nueva imagen infantil de IB3» (en castellà). Diario de Mallorca, 21-01-2008.
- «Blue Dragon en autonómicas a partir de octubre» (en castellà). Ramen para dos, 18-09-2009.
- «Adéu per sempre, amic Nou 2! – Hasta siempre Nou 2». Portal otaku, 07-07-2013. Arxivat de l'original el 24 de juny de 2018.

### Altres
- «El hilo del anime» (en castellà). Foros neeo.
- Prats Rodríguez, Ana M. «Estudi descriptiu i comparatiu del model de llengua del doblatge al català: el cas de les sèries d’animació i d’anime al sistema televisiu balear». Tesi Doctoral. Universitat Jaume I, 01-01-2014.
- «RGE núm. 7078/05, de l'Hble. Diputada Sra. Maria Binimelis i Amengual, del Grup Parlamentari Popular, relativa a format del programa Mira sa tele (MST).» (en català i castellà). Diari de sessions de la comissió de control parlamentari sobre la radiotelevisió de les illes Balears, 13-10-2005. Arxivat de l'original el 2021-07-01. [Consulta: 26 juny 2021].